# Sachsen
Sachsen ([zaksn̩] anhörenⓘ, Abkürzung SN; amtlich Freistaat Sachsen; obersorbisch Swobodny stat Sakska) ist ein Land im Osten der Bundesrepublik Deutschland. Mit mehr als vier Millionen Einwohnern ist Sachsen nach Bevölkerung das siebtgrößte, mit einer Fläche von rund 18.450 Quadratkilometern das zehntgrößte Land und nimmt damit eine mittlere Stelle unter den 16 deutschen Ländern ein. Die Landeshauptstadt ist Dresden, die bevölkerungsreichste Stadt hingegen Leipzig als Zentrum der länderübergreifenden Metropolregion Mitteldeutschland, dritte Großstadt des Landes ist Chemnitz.
Der Freistaat hat im Süden Anteil an mehreren Mittelgebirgen wie dem Erzgebirge, Elbsandsteingebirge und dem Lausitzer Bergland. Im Norden bestimmt Flachland wie etwa die Leipziger Tieflandsbucht und die nördliche Oberlausitz, in der Mitte prägt Hügelland als charakteristische Landform das Landschaftsbild.
Seine staatsrechtliche Ordnung beruht auf der Verfassung des Freistaates Sachsen. Die Bezeichnung Freistaat trägt Sachsen seit 1918 mit der Ausrufung als Republik und dem damit verbundenen Ende des Königreiches Sachsen. Nach der Auflösung der Länder im Rahmen der Verwaltungsreform von 1952 in der DDR wurde Sachsen am 3. Oktober 1990 als Land der Bundesrepublik Deutschland wiedergegründet und hat wie bereits als Land der Weimarer Republik per Landesverfassung die Bezeichnung Freistaat angenommen.
Der Freistaat Sachsen gliedert sich seit der Kreisreform 2008 in zehn Landkreise und drei kreisfreie Städte. Nachbarländer innerhalb Deutschlands sind Bayern im Südwesten, Thüringen im Westen, Sachsen-Anhalt im Nordwesten sowie Brandenburg im Norden. Im Osten grenzt es an die Republik Polen, im Süden an die Tschechische Republik.

## Geographie und Geologie

### Lage und Gliederungen
Sachsen liegt im Osten Mitteldeutschlands und grenzt an die Länder Bayern (Länge der Grenze 41 km), Thüringen (274 km), Sachsen-Anhalt (206 km), Brandenburg (242 km), die Republik Polen (123 km) und die Tschechische Republik (454 km). Der Freistaat Sachsen gehört wie auch Thüringen und Teile Sachsen-Anhalts zur Region Mitteldeutschland. Die Lage seines Mittelpunktes wird abhängig vom zugrundeliegenden Berechnungsverfahren heute unterschiedlichen Ortschaften zugeordnet.
Nach topografischen Gesichtspunkten ist es sinnvoll, Sachsen in Flachland, Hügelland und Mittelgebirge einzuteilen. Zum Flachland gehören vor allem die Leipziger Tieflandsbucht sowie die nördliche Oberlausitz. Beide sind durch jüngere Ablagerungen aus dem eiszeitlichen Pleistozän und den Flussniederungen gekennzeichnet sowie insbesondere durch deren tertiäre Braunkohlevorkommen im Untergrund. Das Mittelsächsische Hügelland weiter südlich mit seinen weitflächigen Lössablagerungen (Lösshügelland) und der damit verbundenen hohen Bodenqualität geht auf die Endmoränenbildung zurück.
Die sächsischen Mittelgebirge gliedern sich von West nach Ost durch eher unscharfe Grenzen. Im Südwesten Sachsens erstreckt sich das bis nach Bayern, Thüringen und Böhmen reichende Vogtland mit dem Erzgebirgsbecken als Nordgrenze und dem Elstergebirge im Südosten. Nach Osten folgt die Pultscholle des Erzgebirges, das meist in West- und Osterzgebirge (geteilt durch das Flöhatal), seltener auch zusätzlich in das Mittelerzgebirge untergliedert wird. Die Höhenlagen nehmen dabei von West nach Ost langsam ab, weshalb auch die höchste Erhebung Sachsens, der 1215 Meter hohe Fichtelberg, zum West- bzw. Mittelerzgebirge gehört. Südlich der Landesgrenze fällt das Erzgebirge steil zum Egertalgraben ab. Den südlichen Bereich des Erzgebirges entlang der Kammlagen nimmt der Naturpark Erzgebirge/Vogtland ein. Östlich des Erzgebirges durchbricht die Elbe die Mittelgebirgskette und formte durch tiefe Einschürfungen das Elbsandsteingebirge. Am nordöstlichen Rand des Elbtals bildet die Lausitzer Verwerfung die scharfe Grenze zum Lausitzer Bergland, welches schließlich im äußersten Südosten Sachsens in das weit nach Tschechien reichende Lausitzer Gebirge übergeht. Neben diesen Landschaftseinheiten gibt es zahlreiche weitere Unterscheidungen und Nuancen, welche in der Liste der Landschaften in Sachsen verzeichnet sind.

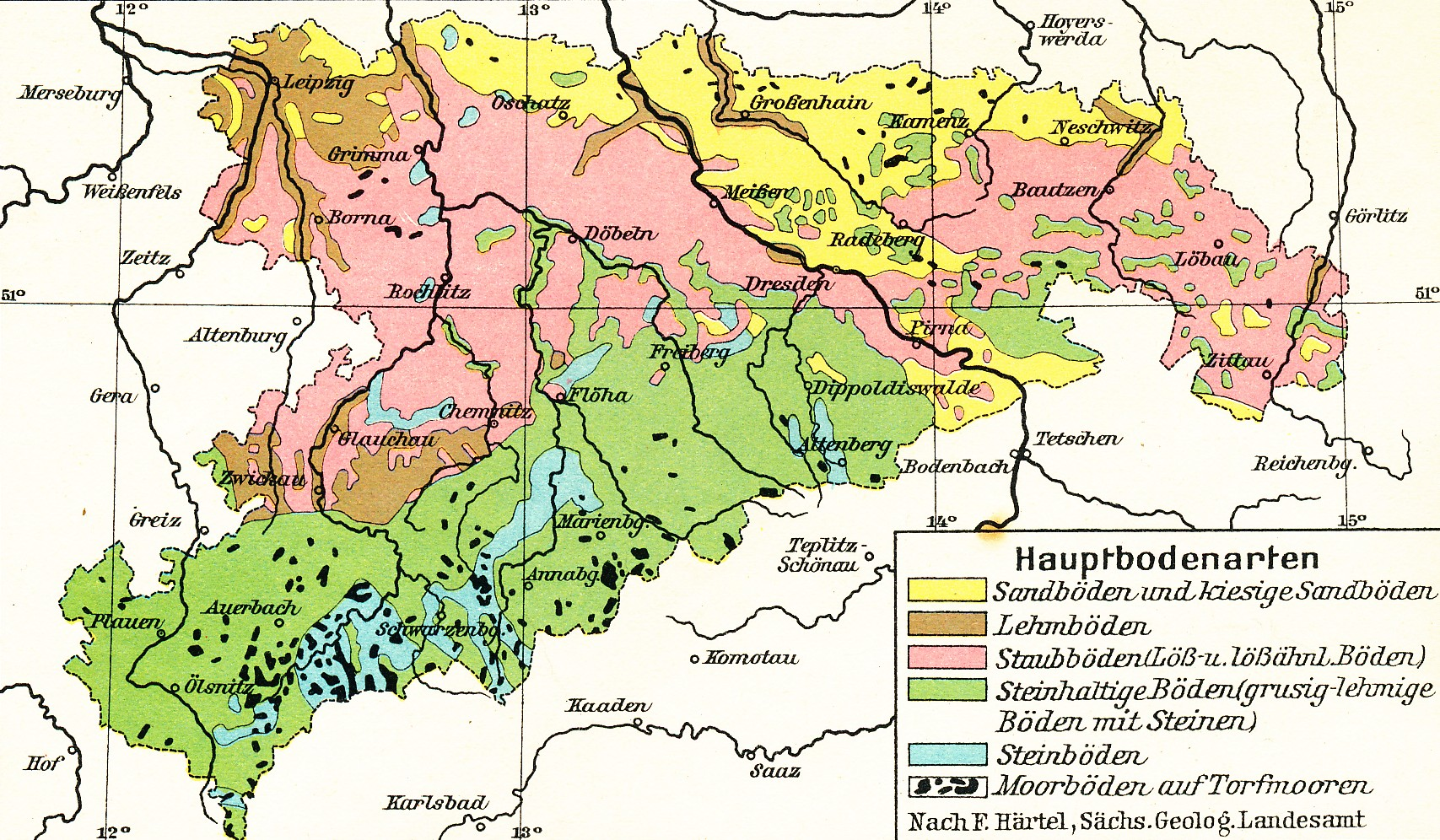
Hauptbodenarten (Stand 1930)
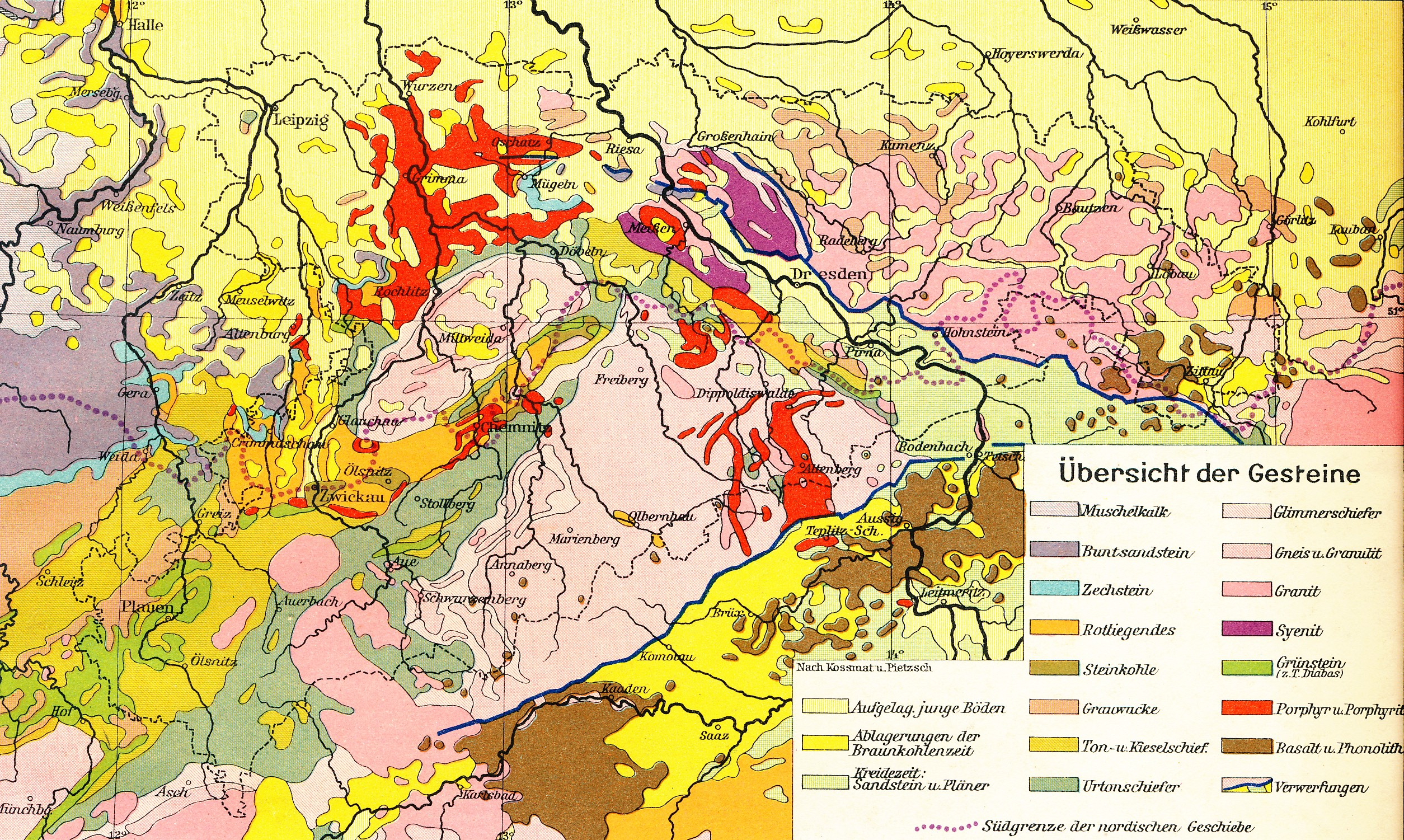
Gesteine
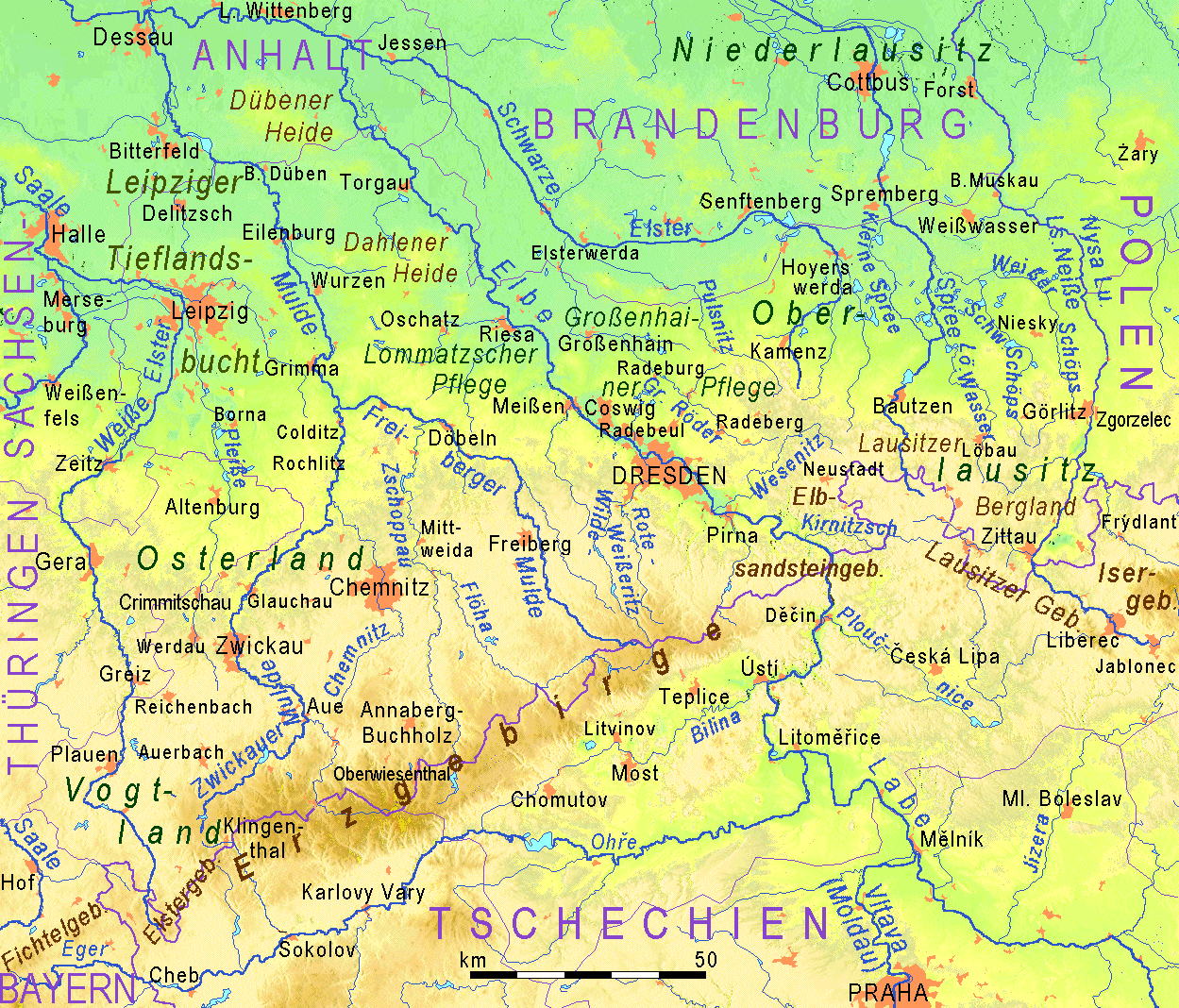
Sachsen topografisch mit den wichtigsten Landschaften, Flüssen und Städten

### Gewässer
Eine weitere Gliederung Sachsens kann nach hydrologischen Gesichtspunkten erfolgen. Der wichtigste, größte und einzig schiffbare Fluss ist die Elbe. Sie durchzieht den Freistaat von Südosten nach Nordwesten. Wichtige Quellflüsse sind die Mulde, die Weißeritz, die Zschopau, die Weiße Elster und die Spree, deren allgemeine Fließrichtung Norden ist und die ebenfalls zum Flusssystem der Elbe gehören. Im Osten wird der Freistaat von der Lausitzer Neiße begrenzt, die in die Oder mündet.
Nirgends in Deutschland befinden sich die Gewässer in einem schlechteren Zustand als in Sachsen. Die hohen Güllemengen aus der Massentierhaltung machen den Gewässern zu schaffen.

### Wald

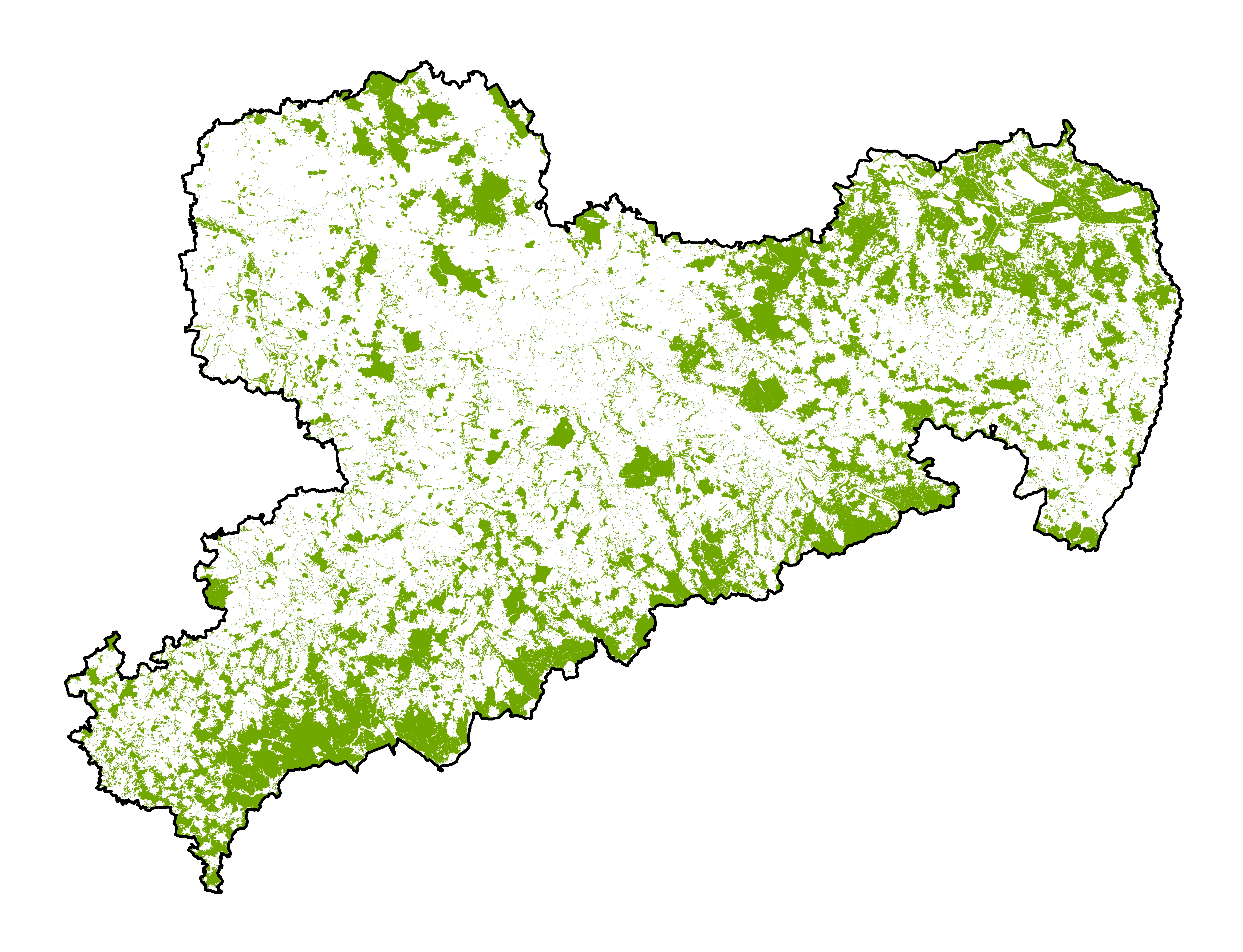
Karte der Waldflächen in Sachsen 2019

Die sächsischen Wälder nehmen mit insgesamt 520.539 Hektar eine landesweite Bewaldung von 28,2 % ein. Bei den verschiedenen Eigentumsarten hat den höchsten Anteil der Privat- und Treuhandrestwald mit 45,6 % und der Landeswald mit 39,4 %. Weitere Eigentumsformen sind der Körperschaftswald (8,2 %), der Bundeswald (4,7 %) und der Kirchenwald (2,0 %). Insgesamt sind die Wälder zu 70 % von Nadelbaumarten geprägt.
Häufigste Baumarten sind die Fichte mit 35 % sowie die Kiefer mit 31 % Anteil. Häufigste Laubbaumarten sind die Birke mit 7 %, Eiche mit 6 % und Buche mit 3 %. In Sachsen sind 72 % aller Bestände jünger als 80 Jahre.
Die Waldflächen in Sachsen sind inhomogen verteilt. Waldreich sind das Erzgebirge und die Sächsische Schweiz im Süden sowie die nordöstlichen Teile von Sachsen. Geringer bewaldet oder sogar teils äußerst waldarm sind die intensiv landwirtschaftlich genutzten Lößgebiete Sachsens mit Schwerpunkt im nordwestlichen Teil des Freistaates. Der Erzgebirgskreis ist mit einer Bewaldung von 46,7 % der waldreichste Landkreis und der Landkreis Leipzig mit nur ca. 15 % Wald am wenigsten bedeckt.
Laut 5. Forstbericht wuchs in den Wäldern Sachsens innerhalb von zehn Jahren der Holzvorrat um über 20 % oder 25,88 Millionen m³ bis Ende 2017 auf 156,62 Millionen m³ Holz zu. Zum Vergleich: der Orkan Kyrill verursachte im Januar 2007 ca. 1,82 Mio. m³ Wurf- und Bruchholz.

### Klima
Sachsen liegt in der gemäßigten Klimazone Mitteleuropas bei vorherrschender Westwindströmung. Da zwischen den westlichen Meeren und dem Freistaat bereits einige schützende Mittelgebirge liegen, ist das Klima kontinentaler geprägt als im Westen und Norden Deutschlands. Dies zeigt sich vor allem durch kältere Winter und trockenere Sommer als in anderen Teilen der Bundesrepublik.
Innerhalb Sachsens gibt es große klimatische Unterschiede. Die durchschnittliche Jahrestemperatur in den nördlichen Flach- und zentralen Hügelländern liegt zwischen 8,5 und 10 Grad Celsius (Zeitraum 1991–2005) mit dem Dresdner Stadtzentrum als wärmste Region Sachsens mit 10,4° im Jahresmittel. In den Mittelgebirgsregionen beträgt die Durchschnittstemperatur etwa 6 bis 7,5 Grad Celsius, am Fichtelberg als kälteste Region etwa 4 Grad Celsius. Das Gleiche gilt auch für den durchschnittlichen Jahresniederschlag, bei 500 bis 800 Millimetern im Flachland (Zeitraum 1991–2005) und circa 900 bis 1200 Millimetern im Mittelgebirgsland (am Fichtelberg etwa 1250 Millimeter).

### Flächennutzung
| Nutzung                 | Fläche in Hektar | Anteil in Prozent |
| ----------------------- | ---------------- | ----------------- |
| Gebäude- und Freifläche | 0.131.887        | 07,15             |
| Betriebsfläche          | 0.034.375        | 01,87             |
| Erholungsfläche         | 0.025.146        | 01,37             |
| Verkehrsfläche          | 0.080.002        | 04,34             |
| Landwirtschaftsfläche   | 1.007.799        | 54,71             |
| Waldfläche              | 0.498.914        | 27,09             |
| Wasserfläche            | 0.038.653        | 02,10             |
| Flächen anderer Nutzung | 0.025.250        | 01,37             |
| Gesamtfläche            | 1.842.025        | 100,000           |

Der Freistaat Sachsen hat einen Nationalpark (9.350 ha), das Biosphärenreservat Oberlausitzer Heide- und Teichlandschaft (30.000 ha) und drei Naturparke (insgesamt 198.837 ha) ausgewiesen. Des Weiteren sind 222 Naturschutzgebiete (insgesamt 55.032 ha) und 178 Landschaftsschutzgebiete (insgesamt 565.281 ha) festgesetzt.

## Geschichte

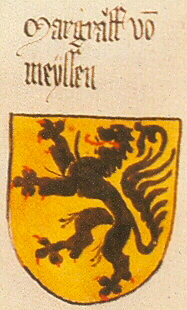
Löwe im Wappen der Markgrafschaft Meißen im Ingeram-Codex von 1459

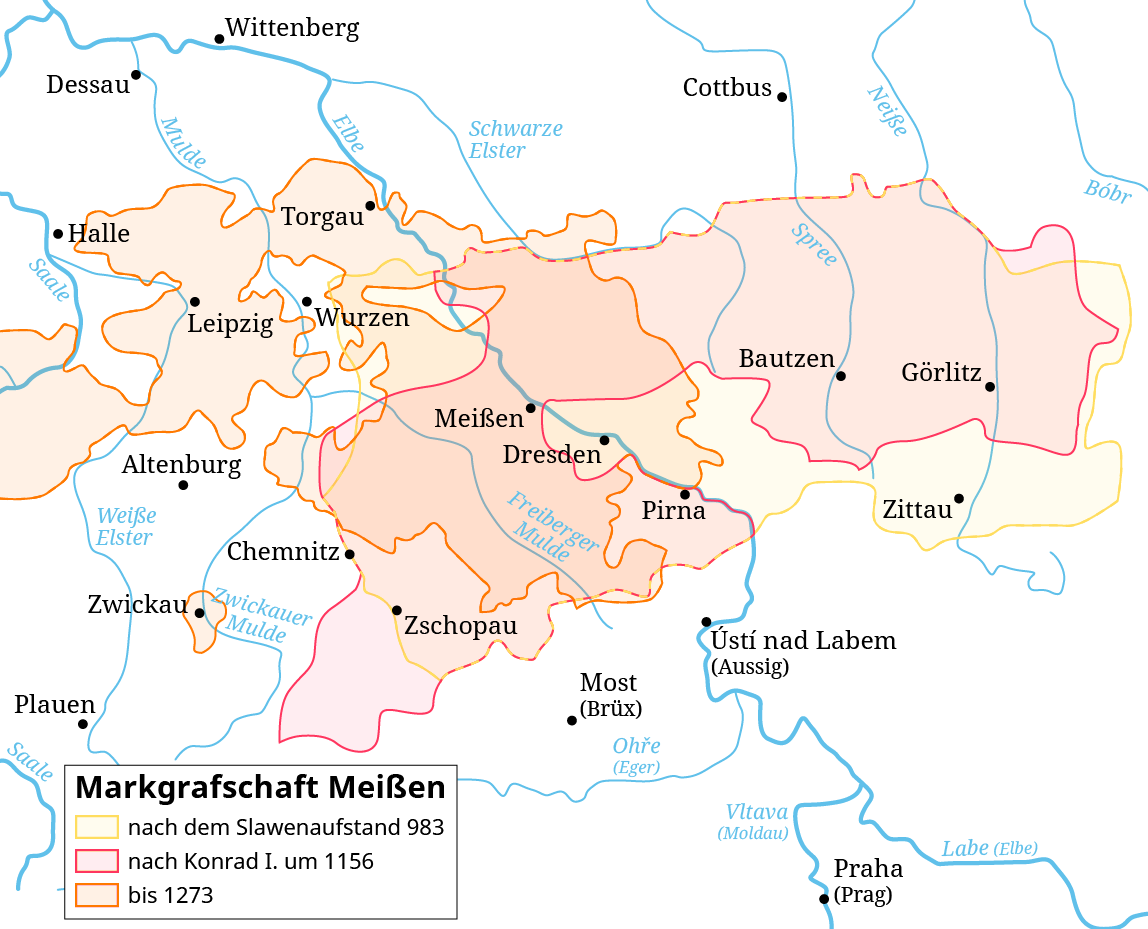
Die Markgrafschaft Meißen in den Umfängen von 983 und 1156 sowie bis 1273 (nach dem Verlust des Bautzener Landes an Böhmen 1158 und nach Westen verschiebt)

Als Sachsen wird heute ein Gebiet an der oberen Mittelelbe, in der südlichen Lausitz und im Erzgebirge bezeichnet. Es war nie Bestandteil des weitaus älteren Stammesherzogtums Sachsen, des Siedlungsraumes des historischen Volkes der Sachsen in Norddeutschland. Auf die oben genannten, größtenteils im späten Mittelalter germanisierten Gebiete ging der Landesname erst durch verschiedene dynastische Verschiebungen über. Die Bewohner des Freistaates stehen also nicht in direkter Tradition jener Sachsen, die in der Antike und Spätantike mit dem lateinischen Ausdruck Saxones (griechisch: Σάξονες) bezeichnet wurden. Von 1247 bis 1485 deckte sich die Geschichte Sachsens zudem in weiten Teilen mit der Thüringens. Zur historischen Abgrenzung nennt man heutige Sachsen auch Obersachsen, im Unterschied zu Niedersachsen oder Altsachsen.
Schon in der Urgeschichte war das heutige Sachsen ein wichtiges Gebiet für diejenigen, die über die Mittelgebirge reisen wollten. Archäologische Spuren weisen eine Besiedlung des Gebiets durch Bandkeramische Kulturen um 5500 v. Chr. aus dem späteren Böhmen heraus nach. Bevorzugter Siedlungsraum waren die weiten Flussauen von Elbe, Mulde und Spree im Vorland der Gebirge.
Bis ins 6. Jahrhundert standen Teile des späteren Freistaates unter dem Einfluss der Thüringer, die ihr Königreich im Jahre 531 an die Franken verloren, deren Siedlungen aber teils bis ins 8./9. Jahrhundert bestanden. Vom 7. bis ins 10. Jahrhundert besiedelten von Osten her slawische Völker (Sorben) das spätere Territorium Sachsens.
Die im Jahr 929 mit dem Burgbau in Meißen gegründete Markgrafschaft Meißen kann als Vorläufer des heutigen Sachsen angesehen werden. Die weitere Geschichte der Markgrafschaft ist seit 1100 von der Besiedlung und Landnahme durch überwiegend aus Franken und Thüringen stammende Zuwanderer (Hochmittelalterliche Ostsiedlung) geprägt, die bestehende slawische Burgen, Dörfer und stadtähnliche Anlagen übernahmen und weiter entwickelten sowie neue Orte gründeten. Eine Vielzahl von Ortsnamen und Gewässernamen in Sachsen (zum Beispiel jene mit der Ortsnamensendung -itz) sind sorbischen Ursprungs.
Vor allem im Erzgebirge kam es, bedingt durch Erzbergbau und Handel, zu Wohlstand und zu Gründungen von Städten. Mark Meißen seit ihrer Entstehung kam unter unterschiedliche Regierungen, und auch unter den fremden Einfluss des polnischen (im Jahre 1002, und teilweise bis zum Tod Boleslaus dem Tapferen 1025) und des böhmischen (in Jahren 1076–1089) Feudalstaats. Im Jahr 1089 kamen die Markgrafschaft und ihre Bevölkerung schlussendlich in den Besitz der Wettiner, die bereits in Thüringen über Besitzungen herrschten.

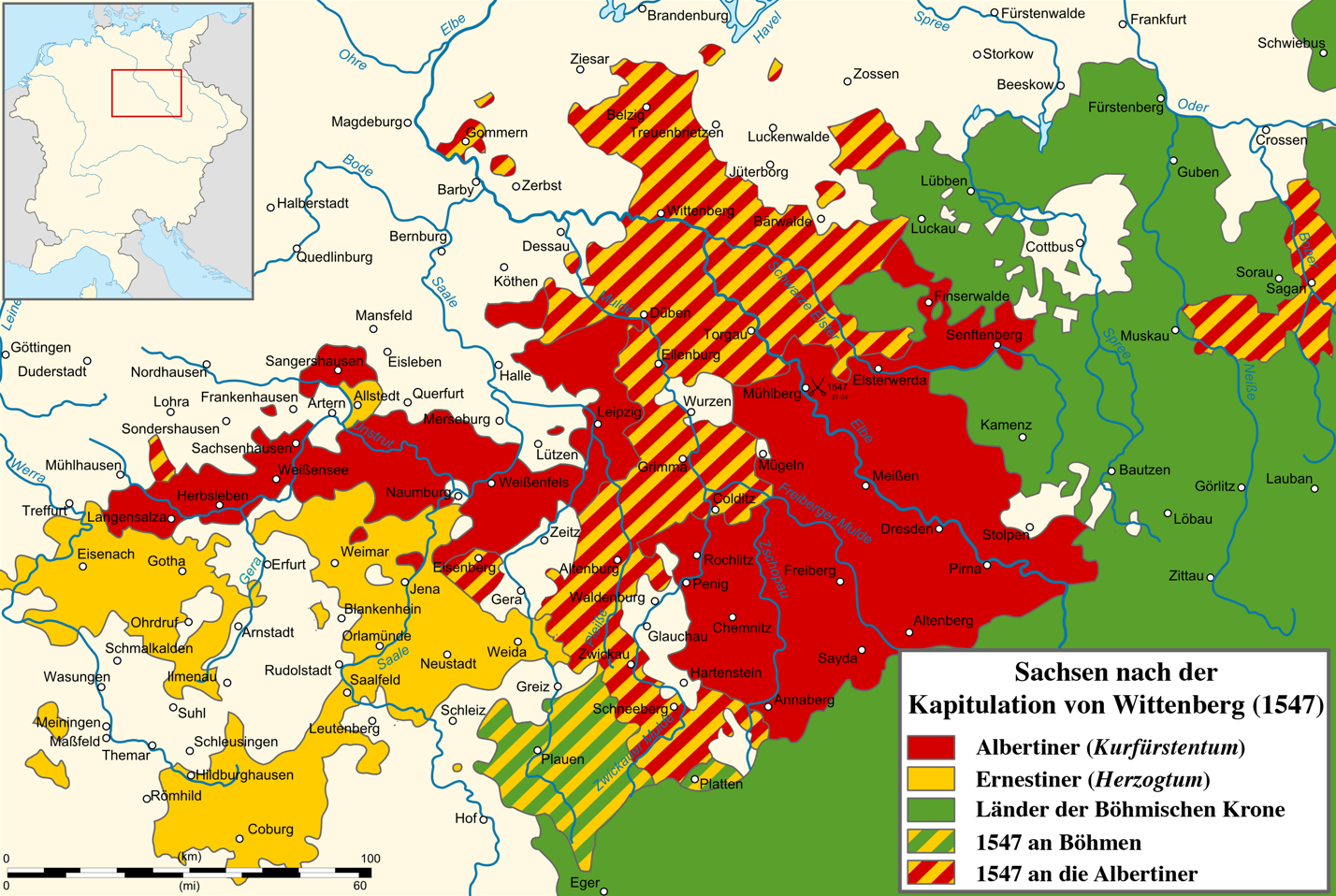
Gebietsänderungen im Zuge der Wittenberger Kapitulation von 1547. Die ernestinischen Länder wurden zum Herzogtum und Vorläufer des heutigen Thüringen. Die albertinischen Länder wurden zum Kurfürstentum und Vorläufer des heutigen Sachsen.

Ab 1423 vergrößerten die Wettiner ihren Herrschaftsbereich. Als wichtigsten Zugewinn bekamen sie das ehemals askanische Herzogtum Sachsen-Wittenberg. Es war mit der Kurwürde verbunden. Als Folge der historischen Namensverschiebung wurde nun die Bezeichnung „Sachsen“ für den gesamten Herrschaftsbereich der Wettiner üblich. Auch das bisherige askanische Wappen wurde weiter geführt. Durch die Leipziger Teilung von 1485 löste sich Sachsen von Thüringen in der weiteren Entwicklung ab. In der Folge wurde Dresden zur Residenzstadt des sächsischen Herzogs ausgebaut.
Mit der durch Martin Luther 1517 ausgelösten Reformation fiel das ernestinische Kursachsen zunehmend in katholisch-kaiserliche Ungnade. Der ernestinische Kurfürst konvertierte 1525 zum Luthertum. Der albertinische Herzog folgte 1539.
Nach dem Schmalkaldischen Krieg, den das ernestinische Kursachsen im Schmalkaldischen Bund verlor, ging mit der Herrschaft über Teile Kursachsens 1547 auch die Kurwürde von der ernestinischen auf die albertinische Linie der Wettiner über. Die Konfession in beiden Ländern blieb aber lutherisch.
Im Dreißigjährigen Krieg war Sachsen auf Seite der katholischen Habsburger und zog gegen Böhmen. Kursachsen besetzte dabei die Lausitz und erhielt diese zur Deckung der eigenen Kriegskosten zunächst als Pfand. Sachsen verhielt sich daraufhin neutral, wechselte aber später auf die protestantische Seite, als es seine Neutralität durch Plünderungen in der Lausitz missachtet sah. In der Schlacht bei Breitenfeld (1631) gelang es Sachsen zusammen mit Schweden erstmals, kaiserliche Truppen zu schlagen. 1635 erhielt Sachsen im sog. Sonderfrieden von Prag endgültig die Herrschaft über beide Lausitzen und den Queiskreis bei gleichzeitiger Neutralitätsverpflichtung sowie Bestandsgarantie für die dortigen konfessionellen Verhältnisse. Der Queiskreis blieb bis 1815 bei Sachsen, danach fiel der Kreis an Preußen. Es war ein Einwanderungsgebiet für Glaubensflüchtlinge (Exulanten) aus Böhmen und Schlesien.

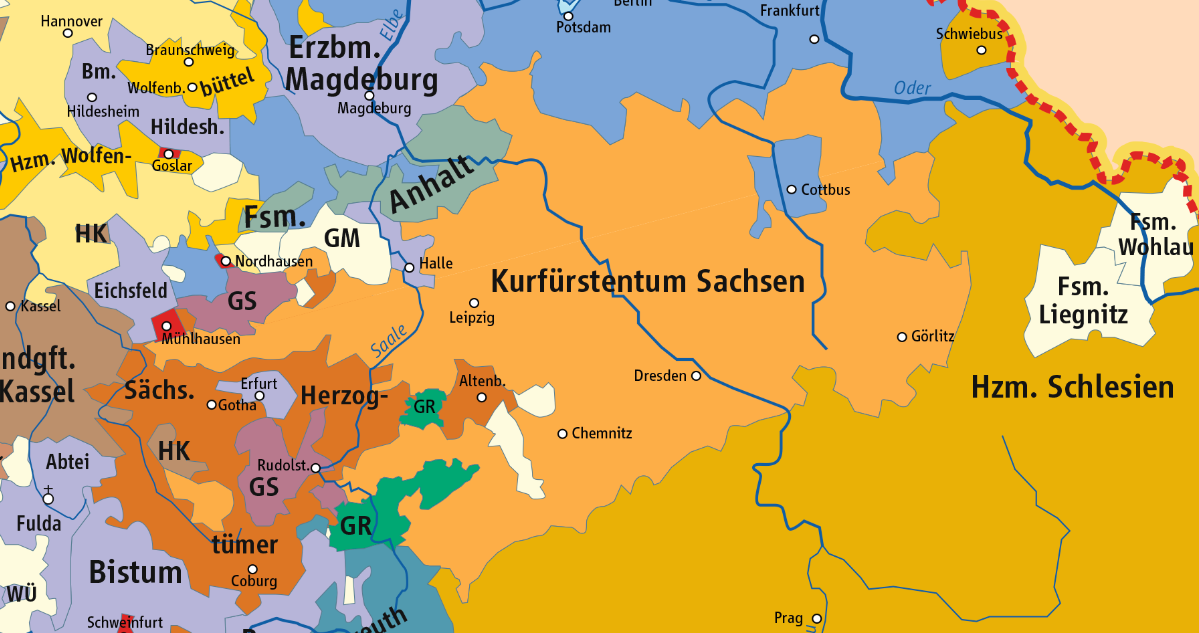
Kursachsen um 1648 mit den im Laufe des Dreißigjährigen Kriegs neuerworbenen Lausitzen

Das am 8. Oktober 1656 eröffnete Testament Johann Georgs I. sah vor, Teile Kursachsens seinen drei Söhnen August, Christian und Moritz zu vermachen und sie in einer kursächsischen Sekundogenitur als eigenständige Herzogtümer einzurichten. Es entstanden die Herzogtümer Sachsen-Weißenfels, Sachsen-Merseburg und Sachsen-Zeitz. In den folgenden Jahrzehnten ging Sachsen vergleichsweise stark aus dem Krieg hervor und gehörte zu den Fürstentümern, die sich am schnellsten erholen konnten. Sachsen verhielt sich dabei kaisertreu und stellte zum Beispiel 1683 Truppen für die siegreiche Schlacht am Kahlenberg gegen die Türken.
Unter Friedrich August I. (genannt August der Starke) versuchte Kursachsen seine Herrschaft und Stellung im Heiligen Römischen Reich auszubauen. Das Land durchlebte eine „goldene Ära“ die zu einer wirtschaftlichen und kulturellen Blüte führte und als Augusteisches Zeitalter bezeichnet wird. Die wettinischen Kurfürsten Friedrich August I. und sein Sohn Friedrich August II. regierten zeitweise Polen als König und Sachsen als Kurfürst in der Personalunion Sachsen-Polen. Im Großen Nordischen Krieg wurde die Personalunion Sachsen-Polen verheert. Territorialgewinne blieben dem Kurfürstentum verwehrt, während sein nördlicher Nachbar und Konkurrent Preußen gestärkt wurde.
Die Preußisch-sächsischen Beziehungen verschlechterten sich seit den 1740er Jahren und im Siebenjährigen Krieg wurde Sachsen durch Preußen besetzt. Es kämpfte später in einer Allianz aus Österreich, Russland und Frankreich gegen Preußen und Großbritannien und wurde 1759 von dieser Allianz befreit. 1760 belagerte Preußen Dresden erfolglos, richtete dabei aber erstmals große Schäden in der Hauptstadt an. In der Folge ging Schlesien, welches eine Gebietsverbindung zwischen Sachsen und Polen hätte werden können, an Preußen. Das Kurfürstentum wurde nach und nach wiederhergestellt.

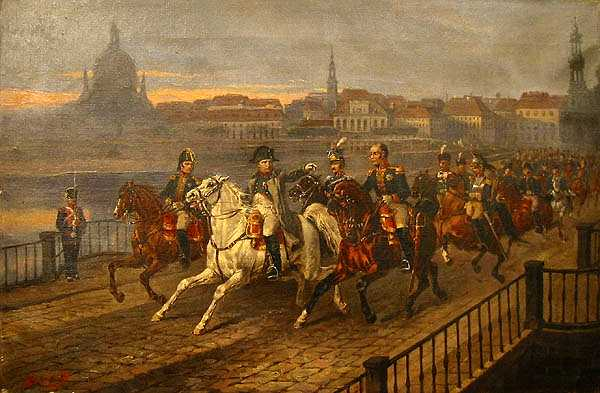
Józef Brodowski, 1895: Napoléon Bonaparte überquert die Elbe bei der Schlacht um Dresden (Rückkehr Napoleons 1813, Teil der Befreiungskriege)

Territorium Sachsens in größter Ausdehnung 1815 und heutigem Zustand seit 1992

Gemäß der Pillnitzer Deklaration gehörte Sachsen zu den Ländern, die an der Seite Preußens gegen die Französische Revolution kämpften. Nachdem im späteren Verlauf Napoleon 1806 weit nach Deutschland eingedrungen war, stellten sich ihm die sächsischen und preußischen Truppen gemeinsam entgegen, wurden aber in der Schlacht bei Jena und Auerstedt vernichtend geschlagen. Daraufhin besetzten die Franzosen neben Preußen auch Sachsen. Nach dem baldigen Beitritt zum Rheinbund wurde das Kurfürstentum noch 1806 zum Königreich Sachsen erhoben. Bei den besonders von Preußen getragenen Befreiungskriegen im Jahr 1813 war Sachsen Hauptkriegsschauplatz und kämpfte weiter an der Seite Frankreichs bis zur Besetzung durch Preußen und Russen nach der Völkerschlacht bei Leipzig im Oktober. Daher wollte Preußen beim Wiener Kongress Sachsen vereinnahmen, was nur durch den Schutz Österreichs und auch die französische Position verhindert wurde; der Kompromiss war die Teilung des Königreiches Sachsen. Sachsen blieb danach zwar weiterhin Königreich, musste jedoch im Norden 40 % seiner Einwohner und damit auch etwa 60 % seiner Fläche an Preußen abtreten.
Die Revolution 1848/1849 wurde in Sachsen niedergeschlagen, indem preußische Truppen im Auftrag der Reichsexekution die Rückkehr des während des Dresdner Maiaufstands geflohenen Königs nach Dresden ermöglichten.
Im Deutschen Krieg 1866 stand Sachsen mit Österreich erneut auf der Verliererseite. Wie 1815 beabsichtigte Preußen die vollständige Annexion Sachsens, was nur durch ausdrückliche Fürsprache des Kaisers Franz Joseph für den Verbündeten verhindert werden konnte. Sachsen wurde in Folge Mitglied des Norddeutschen Bunds und nahm 1870/71 am Deutsch-Französischen Krieg teil. Das Königreich Sachsen war seit 1871 ein Bundesstaat des Deutschen Kaiserreichs, das als kleindeutscher Nationalstaat von Preußen geprägt wurde.
Am Ersten Weltkrieg nahm letztmals eine eigene sächsische Armee im Rahmen des deutschen Heeres teil. Im Zuge der Novemberrevolution wurde Sachsen im Herbst 1918 Freistaat im Deutschen Reich, das nun nach der Verfassung von 1919 Weimarer Republik genannt wurde (siehe: Geschichte Sachsens → Freistaat Sachsen (1918 bis 1933)). Mit der Gleichschaltung der Länder 1934 verlor der Freistaat Sachsen den Großteil seiner politischen Kompetenzen zugunsten der in Sachsen territorial deckungsgleichen NSDAP-Gaustruktur, wurde aber wie die übrigen Länder im Reich nicht offiziell aufgelöst. Nach dem Zweiten Weltkrieg wurde das Land durch die sowjetische Besatzungsmacht rekonstituiert und um die deutsch gebliebenen Teile der preußischen Provinz Schlesien erweitert, dafür die östlich der Neiße gelegenen Teile des Landkreises Zittau von Polen besetzt (Reichenau). 1952 wurden die Länder im Rahmen der DDR-Verwaltungsreform aufgelöst. Am 3. Oktober 1990 entstand zugleich mit der deutschen Wiedervereinigung der Freistaat Sachsen als Land der Bundesrepublik Deutschland. Es umfasste die Bezirke Dresden, Karl-Marx-Stadt/Chemnitz und Leipzig (ohne die Landkreise Altenburg und Schmölln, aber zuzüglich der Landkreise Hoyerswerda und Weißwasser) der ehemaligen Deutschen Demokratischen Republik.

## Bevölkerung

### Staatsvolk
Laut Art. 5 der Verfassung des Freistaates Sachsen gehören dem Volk des Freistaates Sachsen Bürger deutscher, sorbischer und anderer Volkszugehörigkeit an. Die Sorben werden im Artikel 6 explizit nochmals als gleichberechtigter Teil des Staatsvolkes genannt.

### Bevölkerungsentwicklung

Bevölkerungsentwicklung in Sachsen von 1905 bis 2018 nach nebenstehender Tabelle

Grafische Darstellung der nebenstehenden Tabellendaten im Vergleich zur realen Bevölkerungsentwicklung von 1990 bis 2018

Die Bevölkerungszahl Sachsens war seit ca. 1950 bis 2013 rückläufig, danach wuchs sie per Saldo wieder. Der ländliche Raum, diverse Mittelzentren und auch manche oberzentrale Orte verloren Bevölkerung durch Abwanderung und zu niedrige Geburtenraten. Die Einwohnerzahlen der Städte Dresden und Leipzig verzeichneten in den 2010er Jahren signifikante Zuwächse, ebenso ihr Umland. Dresden erlebte so zwischen den Jahren 2000 bis 2022 eine Zunahme von rund 85.500 Einwohnern (fast 18 Prozent), Leipzig im selben Zeitraum eine Zunahme von fast 123.000 Einwohnern (knapp 25 Prozent), jeweils ohne Änderung des Gebietsstandes. Diesen Städten wird ein weiteres Wachstum prognostiziert. Auch die Großen Kreisstädte Radebeul als Wohnquartier für Dresden sowie Markkleeberg am Rande von Leipzig wuchsen in dieser Zeit signifikant.

Der Ausländeranteil in Sachsen beträgt 6 Prozent.

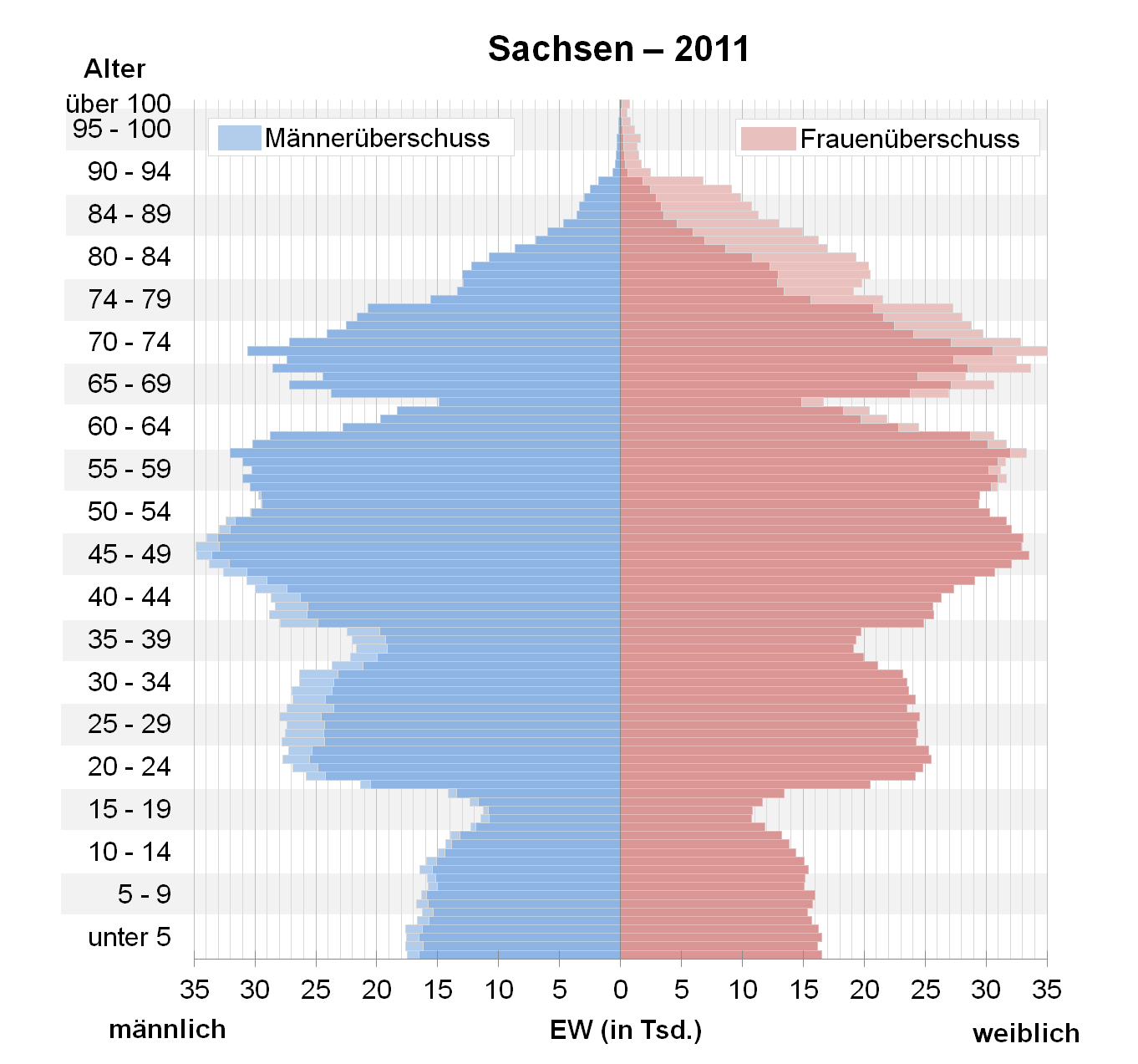
Bevölkerungspyramide für Sachsen (Datenquelle: Zensus 2011)

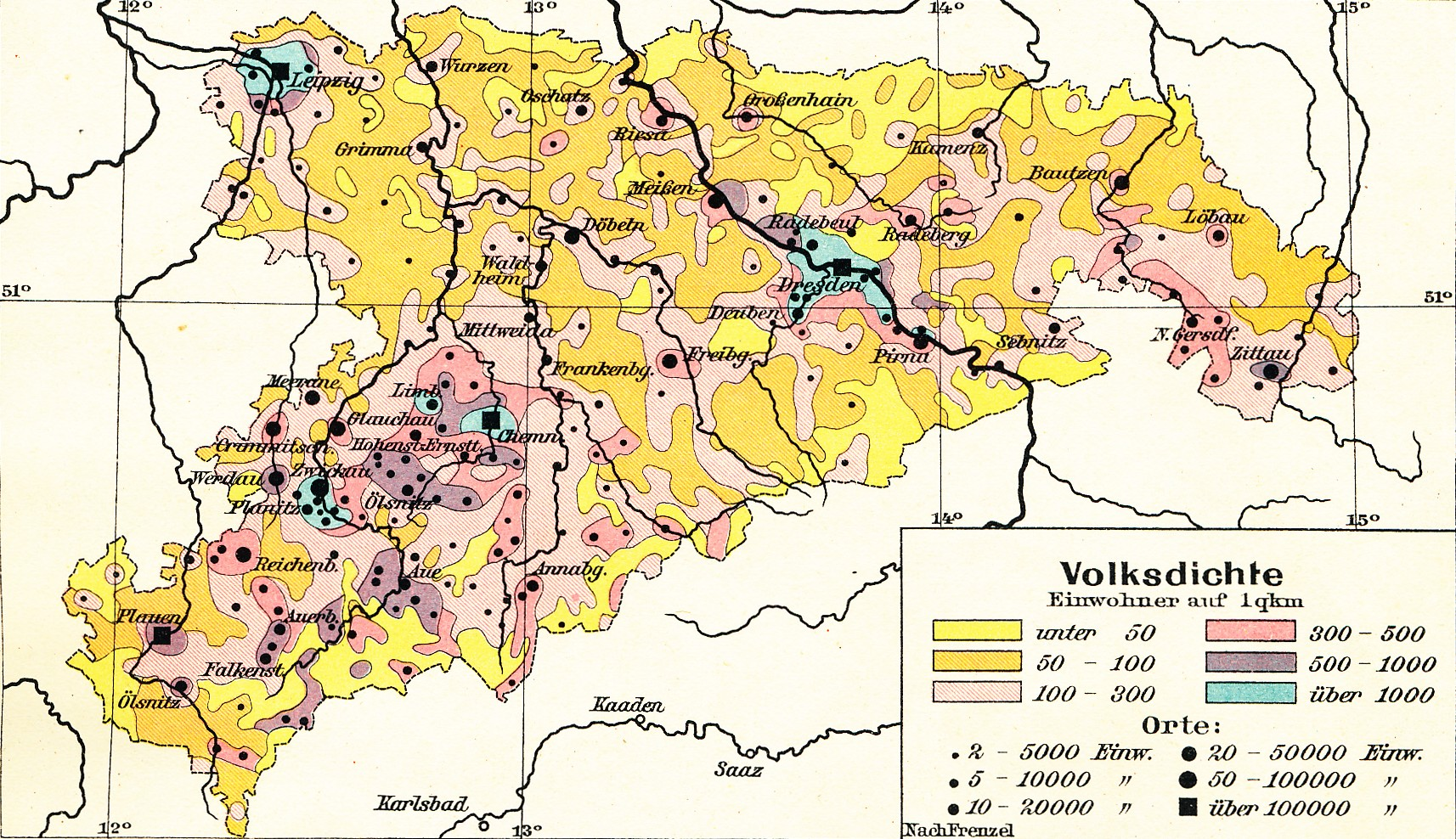
Karte der Bevölkerungsdichte in Sachsen im Jahr 1930 (Lange-Diercke, Sächsischer Schulatlas)

Die Bevölkerungszahlen beziehen sich auf den jeweiligen Gebietsstand des sächsischen Staates. Bis 1927 betrug dieser ca. 14.993 km². Infolge eines Gebietsaustausches mit Thüringen schrumpfte dieser auf ca. 14.986 km². Nach dem Zweiten Weltkrieg wurden Sachsen die westlich der Neiße gelegenen Teile der preußischen Provinz Niederschlesien zugeschlagen. Der sächsische Gebietsstand betrug damit ca. 17.004 km². Zwischen 1952 und 1990 gab es keinen sächsischen Staat, sondern auf weiten Teilen dessen Gebiets die Bezirke Dresden, Leipzig und Karl-Marx-Stadt (Chemnitz). Die Angaben beziehen sich auf den heutigen Gebietsstand, der seit 1990 und der Rückgliederung einiger vogtländischer Gemeinden nach Sachsen 1992 ca. 18.450 km² umfasst. Der Zuwachs ergab sich ganz überwiegend aus der Zuteilung der nördlichen Gebiete des ehemaligen Bezirkes Leipzig um die Städte Torgau, Eilenburg und Delitzsch, die seit 1815 nicht mehr zu Sachsen gehört hatten.
Im Jahr 2014 wanderten 3819 Menschen aus Sachsen ab, insgesamt zogen aber 14.387 Menschen mehr zu als den Freistaat verließen. Das Durchschnittsalter der Sachsen beträgt 46,6 Jahre (2014). Die jüngste Bevölkerung lebte in der sorbischen Gemeinde Ralbitz-Rosenthal (39,7), die älteste in Bad Brambach (50,7 Jahre).
Die durchschnittliche Kinderzahl in Sachsen lag im Jahr 2014 bei 1,57 je Frau und hatte damit deutschlandweit die erste Stelle unter den Bundesländern inne. Bei der Geburt ihres ersten Kindes waren sächsische Mütter im Jahr 2015 durchschnittlich 28,9 Jahre alt (deutscher Durchschnitt: 29,6). 2019 lag die Kinderzahl bei 1,56 Kinder je Frau.
Die durchschnittliche Lebenserwartung lag im Zeitraum 2015/17 bei 77,8 Jahren für Männer und bei 83,8 Jahren für Frauen. Die Männer belegen damit unter den deutschen Bundesländern Rang 10, während Frauen Rang 2 belegen. Regional hatten 2013/15 Dresden (Gesamtbevölkerung: 82,30 Jahre), Meißen (81,35) und Sächsische Schweiz-Osterzgebirge (80,86) die höchste; Görlitz (80,12), Vogtlandkreis (80,08) und Zwickau (80,01) die niedrigste Lebenserwartung. In Deutschland wurde die Lebenserwartung von Frauen in Dresden (84,89) nur von Breisgau-Hochschwarzwald (84,96) übertroffen.
Am 19. April 2016 veröffentlichte der Freistaat die sechste regionalisierte Bevölkerungsvorausberechnung mit zwei Varianten. In Variante V1 fand eine Zuwanderung aus jüngster Zeit (gemeint ist die Zeit der Erstellung der Prognose) besondere Berücksichtigung. Variante V2 basiert auf Annahmen aus der 13. koordinierten Bevölkerungsvorausberechnung des Statistischen Bundesamtes (Variante G1-L1-W2).
| Jahr | obere Variante (V1) | untere Variante (V2) | tatsächlicher Wert |
| ---- | ------------------- | -------------------- | ------------------ |
| 2015 | 4.107.700           | 4.053.700            | 4.084.851          |
| 2020 | 4.186.300           | 4.019.200            | 4.056.941          |
| 2025 | 4.102.100           | 3.945.400            |                    |
| 2030 | 3.997.500           | 3.851.400            |                    |

### Sprachen und Dialekte
Im Freistaat Sachsen werden vorwiegend ostmitteldeutsche Dialekte gesprochen. Es handelt sich um das Meißnische und das Osterländische, die zusammen die Kerngruppe des Obersächsischen bilden und damit zur thüringisch-obersächsischen Dialektgruppe gehören, sowie das Lausitzische. Kennzeichen all dieser Dialekte ist die Lenisierung der stimmlosen Konsonanten. So wird das Wort „Koffer“ als „Goffer“ ausgesprochen. Die Sächsische Kanzleisprache, eine spätmittelalterliche Ausgleichsprache der überwiegend ostmitteldeutschen Dialekte im wettinischen Herrschaftsgebiet, bildete für Martin Luther die Grundlage des Neuhochdeutschen.
Weiter leben in den Mittelgebirgen Südsachsens insgesamt etwa 700.000 Sprecher des Vogtländischen und des Erzgebirgischen. Beides sind eigenständige Dialekte mit Verwandtschaft zum Ostfränkischen und Nordbairischen. Beim Südvogtländischen im südlichsten Gebietszipfel des Vogtlandes handelt es sich in der Tat um ein (mittlerweile) isoliertes altbairisches Sprachgebiet. Dies erklärt sich daraus, dass es bis 1945 der nördlichste Teil eines geschlossenen Sprachgebietes von Altbayern über das Sudetenland (Ascher Zipfel) bis eben hierher war.

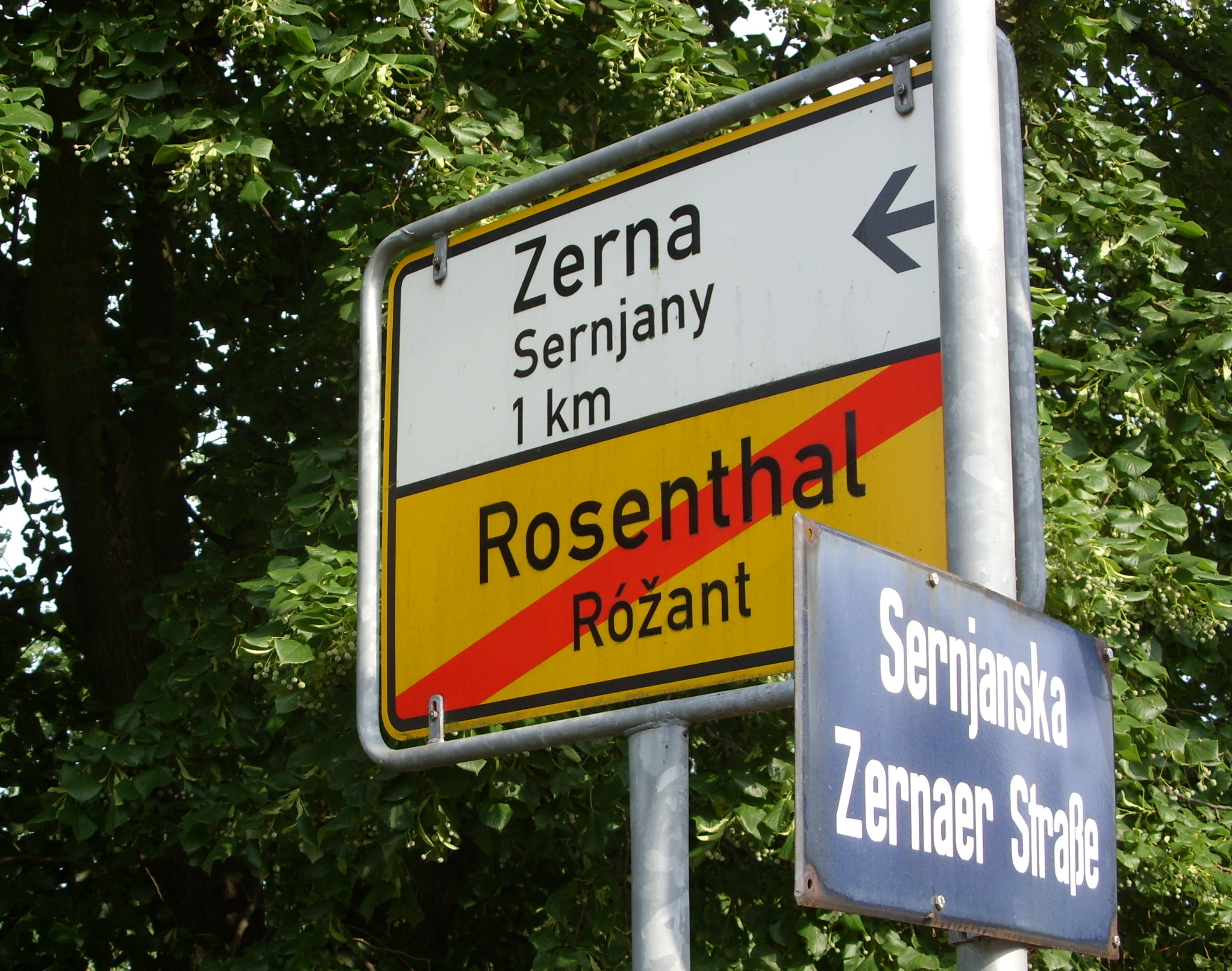
Zweisprachig sorbisch-deutsche Beschilderung in Rosenthal

In der Lausitz werden auch mehrere Dialekte des Obersorbischen sowie Übergangsdialekte zwischen dem Ober- und Niedersorbischen gesprochen. Die sorbische Sprache zählt zur westslawischen Sprachgruppe; im Freistaat Sachsen sprechen schätzungsweise 15.000 bis 20.000 Menschen Sorbisch als Alltagssprache. Das Obersorbische ist auch zweite Amtssprache, wird jedoch auch im Sorbischen Siedlungsgebiet heute nur noch von einer Minderheit aktiv verwendet. Eine Ausnahme ist das Obersorbische Kernsiedlungsgebiet als einziges Gebiet Deutschlands, wo in mehreren Gemeinden vorrangig eine nicht-deutsche Sprache im Alltag gesprochen wird. In der südlichen Oberlausitz ist die Oberlausitzer Mundart verbreitet.
Vermutlich bereits mit Herausbildung des Neuhochdeutschen bildete sich, ausgehend von den größeren Städten und begünstigt durch eine relativ hohe Bevölkerungsdichte und Dichte der Infrastruktur im mitteldeutschen Raum, eine Regional- bzw. Umgangssprache heraus, die landläufig als „Sächsisch“ bezeichnet wird. Dieses Sächsisch wird in einem unscharf abgegrenzten Raum gesprochen, der auch Teile Sachsen-Anhalts, Thüringens und Brandenburgs umfasst.

### Religionen
Religion in Sachsen ist historisch von der Reformation geprägt. Martin Luthers Wirken in Wittenberg, das bis 1815 zu Sachsen gehörte, machte das Gebiet zu einem frühen Zentrum des Protestantismus. Noch heute stellt die evangelische Kirche, insbesondere die Evangelisch-Lutherische Landeskirche Sachsens, die größte christliche Konfession im Freistaat dar. Daneben bestehen katholische Strukturen, vor allem im Bistum Dresden-Meißen, das nach 1921 neu errichtet wurde und seine Wurzeln im mittelalterlichen Bistum Meißen hat. Die jüdischen Gemeinden Sachsens wurden im Nationalsozialismus nahezu ausgelöscht, seit den 1990er Jahren wuchsen sie durch Zuwanderung aus der ehemaligen Sowjetunion jedoch wieder an. 
Infolge der jahrzehntelangen repressiven Religionspolitik des SED-Regimes in der DDR gehört heute die Mehrheit der sächsischen Bevölkerung keiner Konfession an, sodass der Freistaat – ähnlich wie andere Teile Ostdeutschlands – durch einen hohen Anteil Konfessionsloser gekennzeichnet ist. Etwa drei Viertel der Einwohner Sachsens waren im Jahr 2011 ohne religiöses Bekenntnis. Ende 2023 hatte Sachsen 4.089.467 Einwohner; davon waren 15,6 % Mitglied der evangelischen Kirche, 3,5 % der katholischen und 80,9 % gehörten entweder einer anderen oder keiner Glaubensgemeinschaft an. Auch im Jahr 2023 haben viele Gläubige in Sachsen den beiden großen christlichen Kirchen den Rücken gekehrt. Mit Ausnahme von Leipzig geht der Trend bei der Austrittszahl in den Großstädten weiter nach oben.
Es gibt in Sachsen drei jüdische Gemeinden mit jeweils einer eigenen Synagoge. Die Zahl der Gemeindemitglieder hat sich – vor allem durch die Zuwanderung aus Osteuropa – von 190 im Jahr 1992 auf 2.524 im Jahr 2018 kontinuierlich erhöht. Die Anzahl der Menschen muslimischen Glaubens in Sachsen betrug 2015 ca. 0,48 %.
Die kleine römisch-katholische Kirche ist dennoch an vielen Orten vertreten und bildet in einigen überwiegend sorbischen Gemeinden zwischen Bautzen, Kamenz und Hoyerswerda, darunter alle Dörfer im sorbischen Oberland (Horjany) und Niederland (Delany), in denen die Volkszählung 2011 oft über 70 %–über 90 % römisch-katholische Einwohner ermittelte, die zahlenstärkste Konfession; ihre Gemeinden gehören zu einem Großteil zum Bistum Dresden-Meißen, ferner auch zu den Bistümern Görlitz und Magdeburg.
Etwa 60 Evangelisch-Freikirchliche Gemeinden (überwiegend kleinere Baptisten- und Brüdergemeinden) bestehen im Land.
Trotz der stark säkularen Prägung Sachsens gab es bislang keinen konfessionslosen Ministerpräsidenten.

## Politik

### Basis und Wahlen
Grundlage des sächsischen politischen Systems ist die Verfassung des Freistaates Sachsen vom 27. Mai 1992. Mit dem Beitritt der Deutschen Demokratischen Republik zum Geltungsbereich des Grundgesetzes der Bundesrepublik Deutschland wurde das Land Sachsen zum Freistaat Sachsen, einem der seitdem 16 Gliedstaaten der Bundesrepublik. Dieser Freistaat, der sich am 26. Mai 1992 seine Landesverfassung gab, ist eine parlamentarische Republik und der erste demokratische sächsische Staat mit eigener Verfassungsgerichtsbarkeit und drei geteilten Staatsgewalten. Der Freistaat Sachsen ist als deutsches Land originäres Staatsrechtssubjekt. Am 9. November 1990 wurde der Freistaat Sachsen erstmals bei einer Sitzung des Bundesrates vertreten und kann seitdem wieder über diese Vertretung der Gliedstaaten an der Bundesgesetzgebung und -verwaltung mitwirken.
Die sächsische Verfassung wurde bisher erst einmal geändert, um eine Schuldenbremse einzufügen. Daran wurde auch in Folge der Corona-Pandemie festgehalten. Sachsen hat mit 5,053 Mrd. Euro sowohl die niedrigsten Gesamtschulden, als auch die niedrigste Pro-Kopf-Verschuldung (1.244 Euro). Mit durchschnittlich 575 Euro pro Kopf trifft das auch auf die Gemeinden zu.
Der frühere Präsident des Bundesverwaltungsgerichts Klaus Rennert vertritt die Auffassung, dass die Grundmandatsklausel des sächsischen Wahlrechts gegen den Grundsatz der Gleichheit der Wahl verstoße und deshalb verfassungswidrig sei.
Wahlen im Freistaat Sachsen seit 1990
1994 |
1995 |
2001 |
2002 |
2008 |
2015 |
2020 |
2022 |
2025 |
2027

Liste gewählter Landräte
SBZ 1946 |
DDR 1950 |
DDR 1990 |
1994 |
1999 |
2004 |
2008 |
2009 |
2014 |
2019 |
2024 |
2029
1994 |
1995 |
1996 |
1997 |
1998 |
1999 |
2000 |
2001 |
2002 |
2003 |
2004 |
2005 |
2006 |
2007 |
2008 |
2009 |
2010 |
2011 |
2012 |
2013 |
2014 |
2015 |
2016 |
2017 |
2018 |
2019 |
2020 |
2021 |
2022 |
2023 |
2024 |
2025
Ab 2001 sind die Ergebnisse seitens des Statistischen Landesamtes vollständig angegeben.

Zudem haben die Bürger des Freistaats Sachsen die Möglichkeit über einzelne Gesetze im Rahmen eines Volksentscheids abzustimmen. Auf kommunaler Ebene besteht das Recht als Bürgerentscheid in vergleichbarer Form.

### Exekutive

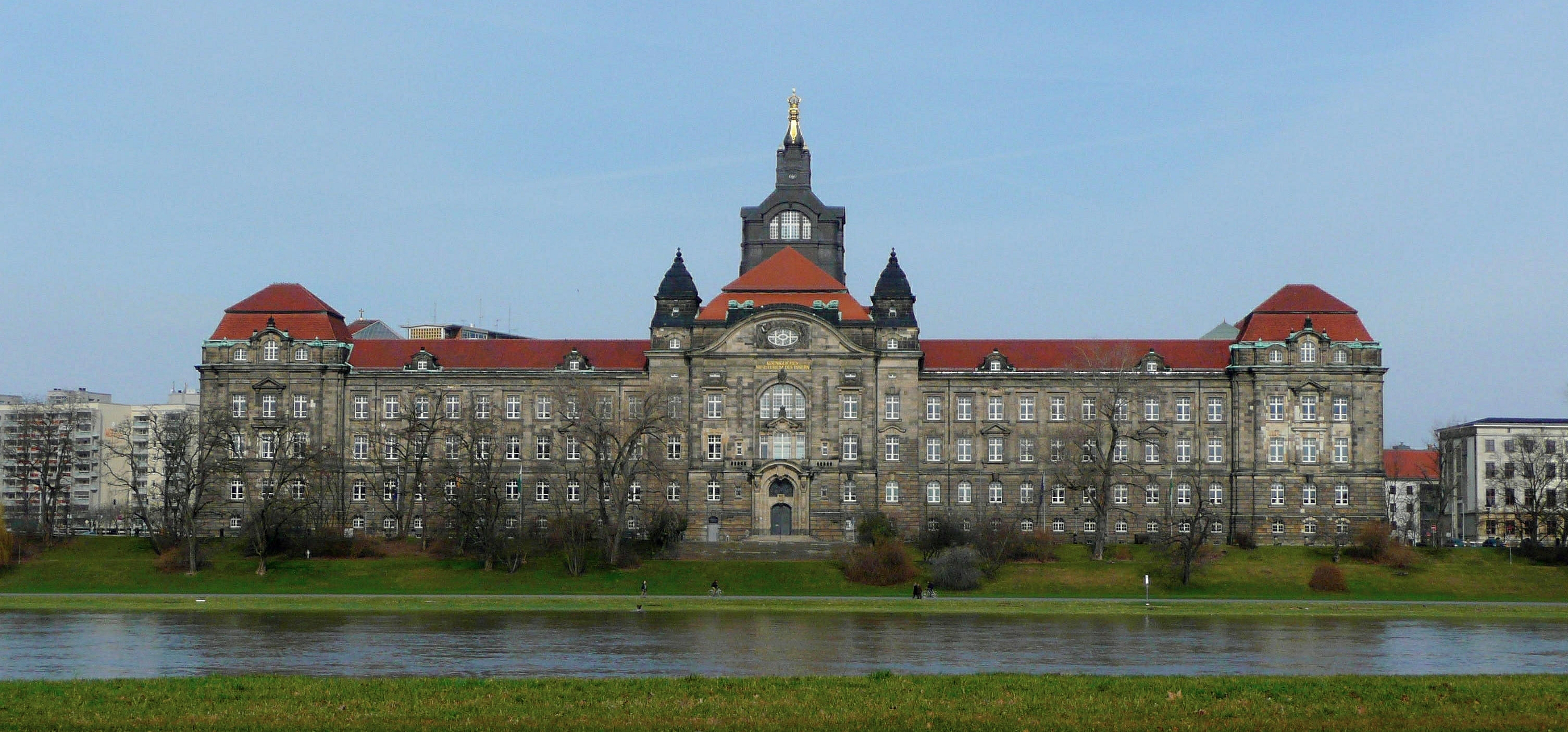
Sitz der Regierung ist die Sächsische Staatskanzlei

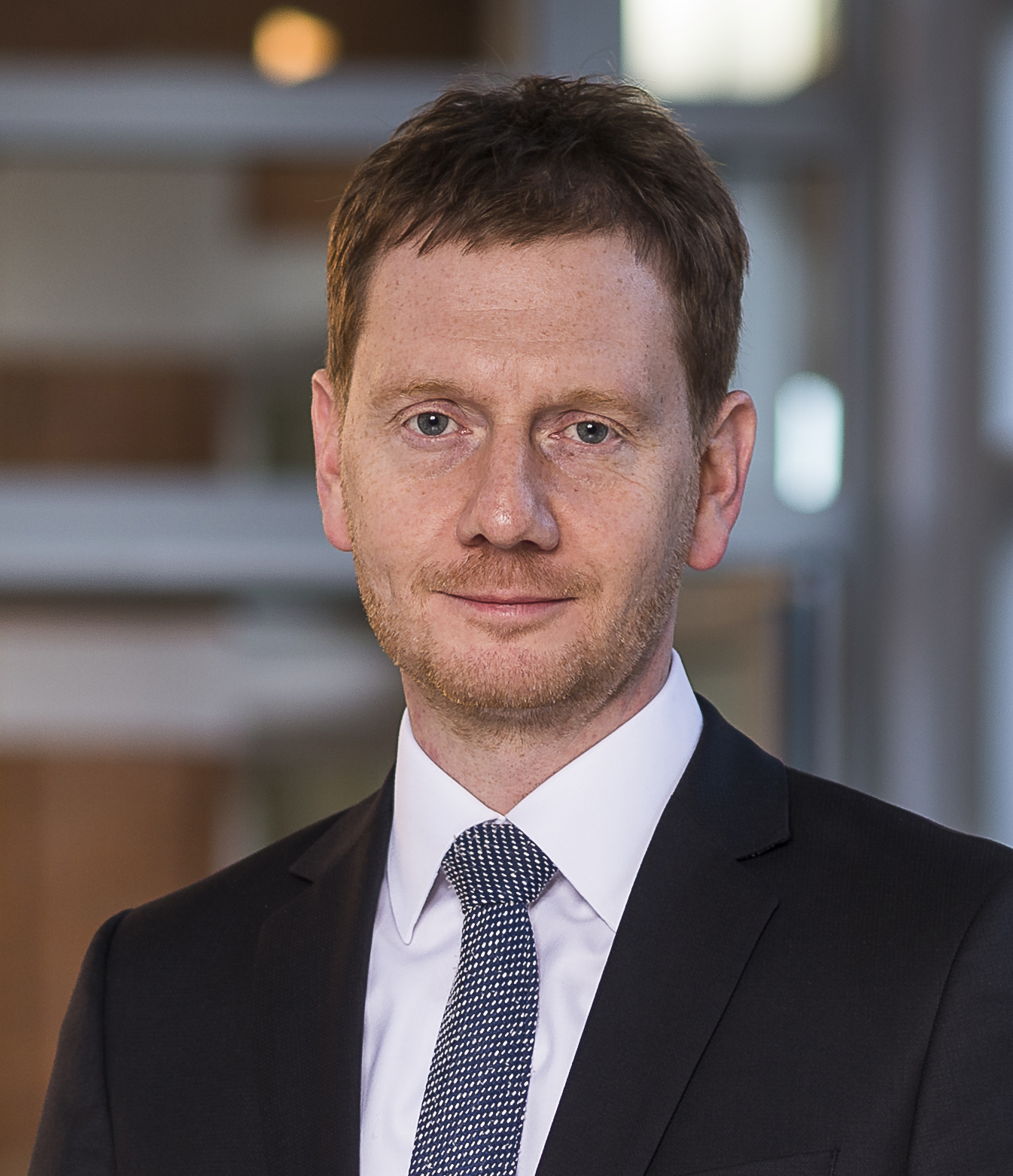
Ministerpräsident Michael Kretschmer (CDU)

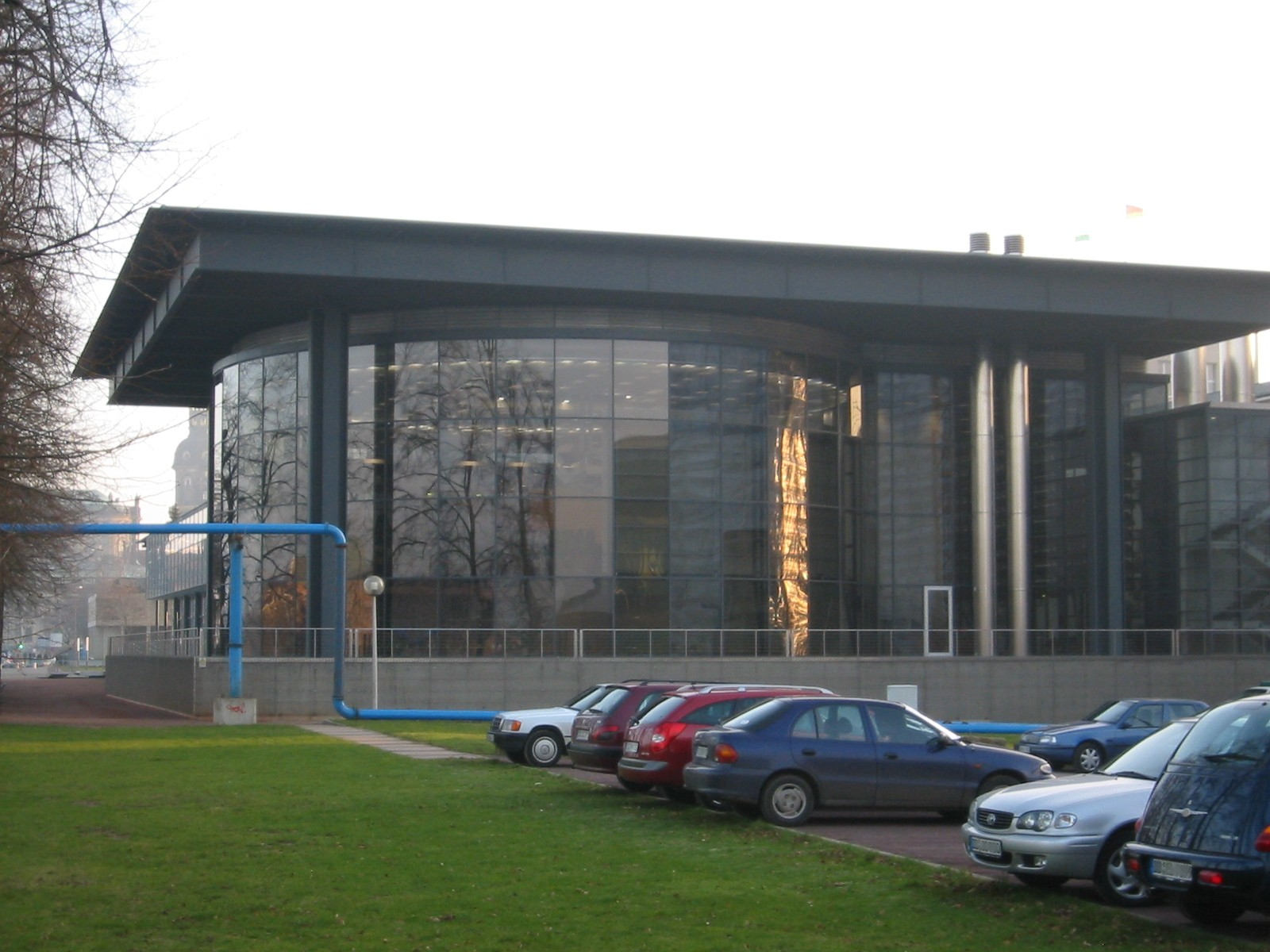
Der Plenarsaal des Sächsischen Landtags in Dresden

Die Sächsische Staatsregierung wird von einem Ministerpräsidenten geführt, der vom Landtag gewählt wird. Sitz der Regierung ist die Sächsische Staatskanzlei in der Dresdner Inneren Neustadt.
Die CDU ist in Sachsen seit der Wiedervereinigung die stärkste Partei und stellt seitdem den Ministerpräsidenten. Kurt Biedenkopf regierte von 1990 bis April 2002 in einer CDU-Alleinregierung. Auf ihn folgte Georg Milbradt, der nach der Wahl 2004 eine schwarz-rote Koalition mit der SPD einging. Nach Milbradts Rücktritt im Mai 2008 übernahm Stanislaw Tillich das Amt des Ministerpräsidenten und setzte die CDU-SPD-Koalition bis zur Landtagswahl 2009 fort. Zwischen September 2009 und 2014 regierte Tillich in einer schwarz-gelben Koalition zusammen mit der FDP, seit der Landtagswahl 2014 mit dem Ausscheiden der FDP aus dem Landtag erneut mit der SPD. Das Amt des Ministerpräsidenten übernahm ab Dezember 2017 Michael Kretschmer. Nach der Landtagswahl 2024 regiert Kretschmer seit Dezember 2024 mit einer Koalition von CDU und SPD (siehe auch Kabinett Kretschmer III).
Die Hauptgebäude der Staatsregierung befinden sich in Dresden – räumlich getrennt von der Legislative – im Regierungsviertel in der Inneren Neustadt.

### Legislative

Sitzverteilung im 8. Sächsischen Landtag

Die Legislative des Freistaates Sachsen ist der Sächsische Landtag. Er besteht in der achten Wahlperiode aus 120 Abgeordneten. Diese teilen sich nach der Wahl im Herbst 2024 wie folgt auf: CDU 41 Sitze, AfD 40 Sitze, BSW 15 Sitze, SPD 10 Sitze, Grüne 7 Sitze, Linke 6 Sitze und Freie Wähler 1 Sitz.
Landtagspräsident ist seit 2024 Alexander Dierks (CDU).
Zu den direktdemokratischen Elementen der sächsischen Gesetzgebung siehe unter Volksinitiative (Deutschland) (in Sachsen „Volksantrag“ genannt), Volksbegehren (Deutschland) und Volksentscheid.

### Judikative

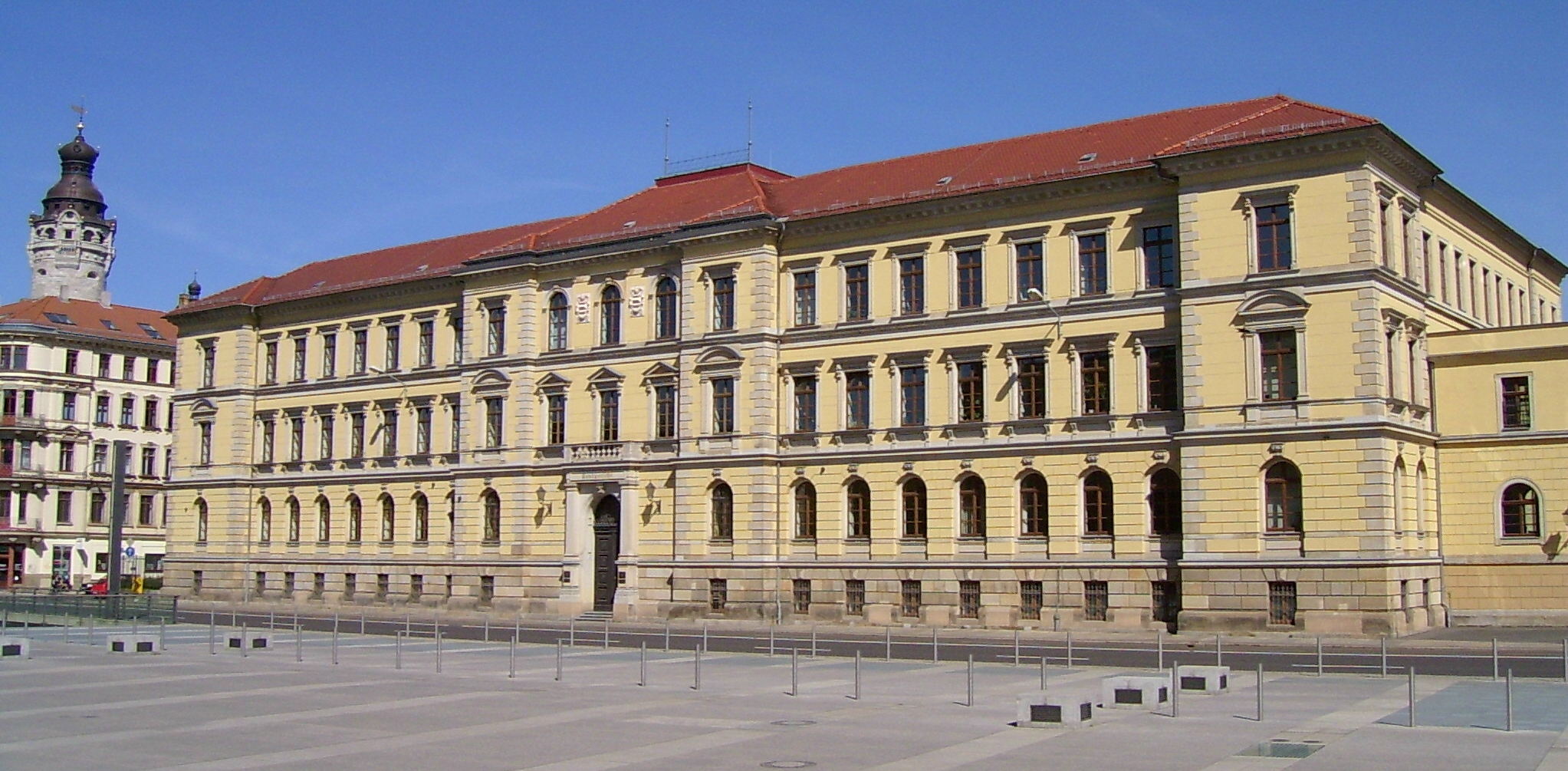
Verfassungsgerichtshof und Landgericht Leipzig

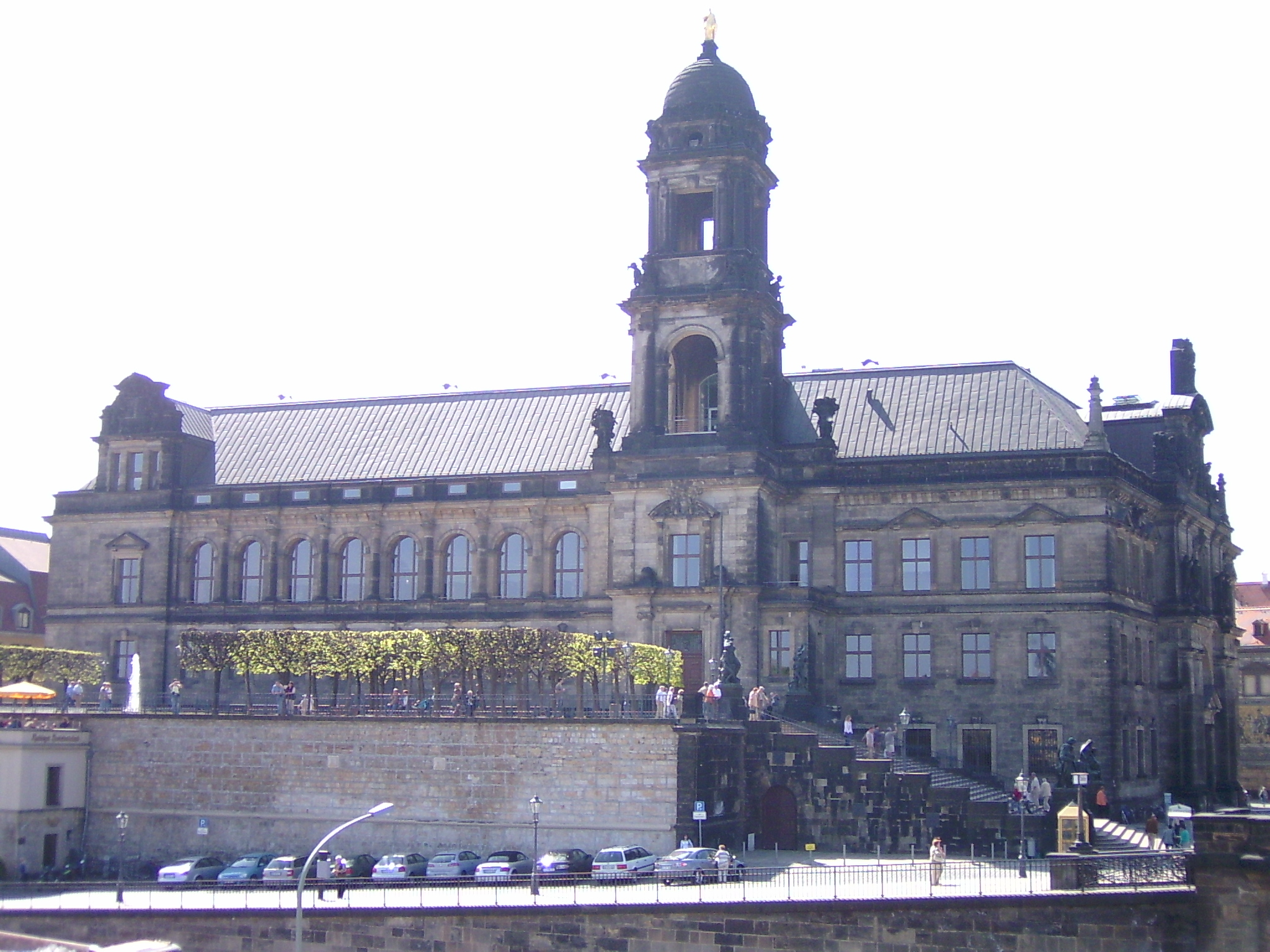
Oberlandesgericht Dresden

Der Verfassungsgerichtshof des Freistaates Sachsen befindet sich in Leipzig. Dieser ist neben der Landesregierung und dem Landtag ein oberstes und im Sinne der Gewaltenteilung unabhängiges Staatsorgan.
Die sonstigen Gerichte in Sachsen sind dem Sächsischen Staatsministerium der Justiz nachgeordnete Behörden. Die Rechtsprechung ist dabei unabhängig und nur dem Gesetz unterworfen.
Das Oberlandesgericht Dresden ist das höchste Gericht der sächsischen ordentlichen Gerichtsbarkeit. Ihm sind fünf Landgerichte in Chemnitz, Dresden, Görlitz, Leipzig und Zwickau nachgeordnet.
Weiterhin gibt es in Sachsen Gerichte der Fachgerichtsbarkeit. Der Sitz des Sächsischen Oberverwaltungsgerichtes ist die Ortenburg in Bautzen. In Chemnitz befinden sich das sächsische Landessozial- und Landesarbeitsgericht. Das Sächsische Finanzgericht befindet sich in Leipzig.
Die Generalstaatsanwaltschaft hat ihren Sitz in Dresden. Dieser nachgeordnete Staatsanwaltschaften gibt es an den Standorten der Landgerichte. Der Freistaat Sachsen führt zehn Justizvollzugsanstalten. Das Landesjustizprüfungsamt beim Sächsischen Staatsministerium der Justiz ist das sächsische Prüfungsamt für die juristischen Staatsexamen.
In Sachsen befinden sich Einrichtungen der bundesstaatlichen Justiz, die dem Bundesministerium der Justiz nachgeordnet sind. In Leipzig befinden sich das Bundesverwaltungsgericht und der 5. und 6. Strafsenat des Bundesgerichtshofes mit einem Teil der Behörde des Generalbundesanwalts.

### Bundesebene
Seit der Bundestagswahl 2021, aus der die AfD in Sachsen klar als stärkste Kraft hervorging und auch 10 Direktmandate erringen konnte, vertreten 38 Abgeordnete, die in Sachsen direkt gewählt wurden, oder über die jeweilige Landesliste einzogen, den Freistaat.
| Direktmandate                                                                              | Direktmandate                                                                              | Direktmandate                                                                              | Direktmandate                                                                              | Direktmandate                                                                              | Listenmandate           | Listenmandate | Listenmandate |
| Wahlkreis                                                                                  | Mandatar                                                                                   | Partei                                                                                     | Partei                                                                                     | seit                                                                                       | Mandatar                | Partei        | seit          |
| ------------------------------------------------------------------------------------------ | ------------------------------------------------------------------------------------------ | ------------------------------------------------------------------------------------------ | ------------------------------------------------------------------------------------------ | ------------------------------------------------------------------------------------------ | ----------------------- | ------------- | ------------- |
| Nordsachsen                                                                                | René Bochmann                                                                              |                                                                                            | AfD                                                                                        | 2021                                                                                       | Clara Bünger            | Linke         | 2022          |
| Leipzig I                                                                                  | Jens Lehmann                                                                               |                                                                                            | CDU                                                                                        | 2017                                                                                       | Fabian Funke            | SPD           | 2021          |
| Leipzig II                                                                                 | Sören Pellmann                                                                             |                                                                                            | Linke                                                                                      | 2017                                                                                       | André Hahn              | Linke         | 2013          |
| Leipzig-Land                                                                               | Edgar Naujok                                                                               |                                                                                            | AfD                                                                                        | 2021                                                                                       | Philipp Hartewig        | FDP           | 2021          |
| Meißen                                                                                     | Barbara Lenk                                                                               |                                                                                            | AfD                                                                                        | 2021                                                                                       | Ulrike Harzer           | FDP           | 2021          |
| Bautzen I                                                                                  | Karsten Hilse                                                                              |                                                                                            | AfD                                                                                        | 2017                                                                                       | Torsten Herbst          | FDP           | 2017          |
| Görlitz                                                                                    | Tino Chrupalla                                                                             |                                                                                            | AfD                                                                                        | 2017                                                                                       | Bernhard Herrmann       | Grüne         | 2021          |
| Sächsische Schweiz-Osterzgebirge                                                           | Steffen Janich                                                                             |                                                                                            | AfD                                                                                        | 2021                                                                                       | Carlos Kasper           | SPD           | 2021          |
| Dresden I                                                                                  | Markus Reichel                                                                             |                                                                                            | CDU                                                                                        | 2021                                                                                       | Carsten Körber          | CDU           | 2013          |
| Dresden II – Bautzen II                                                                    | Lars Rohwer                                                                                |                                                                                            | CDU                                                                                        | 2021                                                                                       | Caren Lay               | Linke         | 2009          |
| Mittelsachsen                                                                              | Carolin Bachmann                                                                           |                                                                                            | AfD                                                                                        | 2021                                                                                       | Holger Mann             | SPD           | 2021          |
| Chemnitz                                                                                   | Detlef Müller                                                                              |                                                                                            | SPD                                                                                        | 2014, 2005–2009                                                                            | Franziska Mascheck      | SPD           | 2021          |
| Chemnitzer Umland – Erzgebirgskreis II                                                     | Mike Moncsek                                                                               |                                                                                            | AfD                                                                                        | 2021                                                                                       | Kathrin Michel          | SPD           | 2021          |
| Erzgebirgskreis I                                                                          | Thomas Dietz                                                                               |                                                                                            | AfD                                                                                        | 2021                                                                                       | Frank Müller-Rosentritt | FDP           | 2017          |
| Zwickau                                                                                    | Matthias Moosdorf                                                                          |                                                                                            | AfD                                                                                        | 2021                                                                                       | Rasha Nasr              | SPD           | 2021          |
| Vogtlandkreis                                                                              | Yvonne Magwas                                                                              |                                                                                            | CDU                                                                                        | 2013                                                                                       | Paula Piechotta         | Grüne         | 2021          |
| Alle 38 sächsischen Bundestagsabgeordneten im Überblick: \| 4 \| 8 \| 4 \| 5 \| 7 \| 10 \| | Alle 38 sächsischen Bundestagsabgeordneten im Überblick: \| 4 \| 8 \| 4 \| 5 \| 7 \| 10 \| | Alle 38 sächsischen Bundestagsabgeordneten im Überblick: \| 4 \| 8 \| 4 \| 5 \| 7 \| 10 \| | Alle 38 sächsischen Bundestagsabgeordneten im Überblick: \| 4 \| 8 \| 4 \| 5 \| 7 \| 10 \| | Alle 38 sächsischen Bundestagsabgeordneten im Überblick: \| 4 \| 8 \| 4 \| 5 \| 7 \| 10 \| | Christiane Schenderlein | CDU           | 2021          |
| Alle 38 sächsischen Bundestagsabgeordneten im Überblick: \| 4 \| 8 \| 4 \| 5 \| 7 \| 10 \| | Alle 38 sächsischen Bundestagsabgeordneten im Überblick: \| 4 \| 8 \| 4 \| 5 \| 7 \| 10 \| | Alle 38 sächsischen Bundestagsabgeordneten im Überblick: \| 4 \| 8 \| 4 \| 5 \| 7 \| 10 \| | Alle 38 sächsischen Bundestagsabgeordneten im Überblick: \| 4 \| 8 \| 4 \| 5 \| 7 \| 10 \| | Alle 38 sächsischen Bundestagsabgeordneten im Überblick: \| 4 \| 8 \| 4 \| 5 \| 7 \| 10 \| | Merle Spellerberg       | Grüne         | 2021          |
| Alle 38 sächsischen Bundestagsabgeordneten im Überblick: \| 4 \| 8 \| 4 \| 5 \| 7 \| 10 \| | Alle 38 sächsischen Bundestagsabgeordneten im Überblick: \| 4 \| 8 \| 4 \| 5 \| 7 \| 10 \| | Alle 38 sächsischen Bundestagsabgeordneten im Überblick: \| 4 \| 8 \| 4 \| 5 \| 7 \| 10 \| | Alle 38 sächsischen Bundestagsabgeordneten im Überblick: \| 4 \| 8 \| 4 \| 5 \| 7 \| 10 \| | Alle 38 sächsischen Bundestagsabgeordneten im Überblick: \| 4 \| 8 \| 4 \| 5 \| 7 \| 10 \| | Nadja Sthamer           | SPD           | 2021          |
| Alle 38 sächsischen Bundestagsabgeordneten im Überblick: \| 4 \| 8 \| 4 \| 5 \| 7 \| 10 \| | Alle 38 sächsischen Bundestagsabgeordneten im Überblick: \| 4 \| 8 \| 4 \| 5 \| 7 \| 10 \| | Alle 38 sächsischen Bundestagsabgeordneten im Überblick: \| 4 \| 8 \| 4 \| 5 \| 7 \| 10 \| | Alle 38 sächsischen Bundestagsabgeordneten im Überblick: \| 4 \| 8 \| 4 \| 5 \| 7 \| 10 \| | Alle 38 sächsischen Bundestagsabgeordneten im Überblick: \| 4 \| 8 \| 4 \| 5 \| 7 \| 10 \| | Kassem Taher Saleh      | Grüne         | 2021          |
| Alle 38 sächsischen Bundestagsabgeordneten im Überblick: \| 4 \| 8 \| 4 \| 5 \| 7 \| 10 \| | Alle 38 sächsischen Bundestagsabgeordneten im Überblick: \| 4 \| 8 \| 4 \| 5 \| 7 \| 10 \| | Alle 38 sächsischen Bundestagsabgeordneten im Überblick: \| 4 \| 8 \| 4 \| 5 \| 7 \| 10 \| | Alle 38 sächsischen Bundestagsabgeordneten im Überblick: \| 4 \| 8 \| 4 \| 5 \| 7 \| 10 \| | Alle 38 sächsischen Bundestagsabgeordneten im Überblick: \| 4 \| 8 \| 4 \| 5 \| 7 \| 10 \| | Nico Tippelt            | FDP           | 2021          |
| Alle 38 sächsischen Bundestagsabgeordneten im Überblick: \| 4 \| 8 \| 4 \| 5 \| 7 \| 10 \| | Alle 38 sächsischen Bundestagsabgeordneten im Überblick: \| 4 \| 8 \| 4 \| 5 \| 7 \| 10 \| | Alle 38 sächsischen Bundestagsabgeordneten im Überblick: \| 4 \| 8 \| 4 \| 5 \| 7 \| 10 \| | Alle 38 sächsischen Bundestagsabgeordneten im Überblick: \| 4 \| 8 \| 4 \| 5 \| 7 \| 10 \| | Alle 38 sächsischen Bundestagsabgeordneten im Überblick: \| 4 \| 8 \| 4 \| 5 \| 7 \| 10 \| | Marco Wanderwitz        | CDU           | 2002          |
| 4                                                                                          | 8                                                                                          | 4                                                                                          | 5                                                                                          | 7                                                                                          | 10                      |               |               |

| Direktmandate | Direktmandate       | Direktmandate | Direktmandate | Direktmandate | Listenmandate           | Listenmandate | Listenmandate |
| Wahlkreis | Mandatar            | Partei        | Partei        | MdB seit      | Mandatar                | Partei        | MdB seit      |
| --- | ------------------- | ------------- | ------------- | ------------- | ----------------------- | ------------- | ------------- |
| Nordsachsen | René Bochmann       |               | AfD           | 2021          | Carsten Körber          | CDU           | 2013          |
| Leipzig I | Christian Kriegel * |               | AfD           | *             | Christiane Schenderlein | CDU           | 2021          |
| Leipzig II | Sören Pellmann      |               | Linke         | 2017          | Markus Reichel          | CDU           | 2021          |
| Leipzig-Land | Edgar Naujok        |               | AfD           | 2021          | Jens Lehmann            | CDU           | 2017          |
| Meißen | Christian Reck      |               | AfD           | 2025          | Nora Seitz              | CDU           | 2025          |
| Bautzen I | Karsten Hilse       |               | AfD           | 2017          | Lars Rohwer             | CDU           | 2021          |
| Görlitz | Tino Chrupalla      |               | AfD           | 2017          | Florian Oest            | CDU           | 2025          |
| Sächsische Schweiz-Osterzgebirge | Steffen Janich      |               | AfD           | 2021          | Caren Lay               | Linke         | 2009          |
| Dresden I | Thomas Ladzinski    |               | AfD           | 2025          | Clara Bünger            | Linke         | 2022          |
| Dresden II – Bautzen II | Matthias Rentzsch   |               | AfD           | 2025          | Zada Salihović          | Linke         | 2025          |
| Mittelsachsen | Carolin Bachmann    |               | AfD           | 2021          | Kathrin Michel          | SPD           | 2021          |
| Chemnitz | Alexander Gauland   |               | AfD           | 2017          | Holger Mann             | SPD           | 2021          |
| Chemnitzer Umland – Erzgebirgskreis II | Maximilian Krah     |               | AfD           | 2025          | Rasha Nasr              | SPD           | 2021          |
| Erzgebirgskreis I | Thomas Dietz        |               | AfD           | 2021          | Paula Piechotta         | Grüne         | 2021          |
| Zwickau | Matthias Moosdorf   |               | AfD           | 2021          | Kassem Saleh            | Grüne         | 2021          |
| Vogtlandkreis | Mathias Weiser      |               | AfD           | 2025          |                         |               |               |
| Alle 30 sächsischen Bundestagsabgeordneten im Überblick: \| 4 \| 3 \| 2 \| 7 \| 14 \| * Mangels Zweitstimmendeckung nicht in den Bundestag eingezogen. |                     |               |               |               |                         |               |               |
| 4 | 3                   | 2             | 7             | 14            |                         |               |               |

### Europapolitik
Viele Entscheidungen der europäischen Institutionen haben unmittelbaren Einfluss auf die Menschen und Organisationen in den Regionen Europas, so auch in Sachsen. Die sächsische Europapolitik wird durch eine Vielzahl von Akteuren und Institutionen geprägt. Über verschiedene Wege werden die Interessen des Freistaats in der Europäischen Union wahrgenommen. Durch die Sächsische Staatskanzlei wird die Europapolitik Sachsens in der Staatsregierung koordiniert.
Auf Bundesebene wirkt die Staatsregierung über den Bundesrat, die Vertretung des Freistaates Sachsen beim Bund und die Europaministerkonferenz auch an der europäischen Gesetzgebung mit.
In Brüssel unterhält die Staatsregierung das Sachsen-Verbindungsbüro Brüssel, das u. a. die aktuellen Entwicklungen und Entscheidungen der europäischen Institutionen beobachtet, dann für den Freistaat relevante Themen identifiziert und an die zuständigen Stellen in der Staatsregierung und dem Landtag übermittelt. Im Ausschuss der Regionen wird Sachsen durch den Europaminister Jürgen Martens und Landtagsabgeordneten Heinz Lehmann (CDU) vertreten. Sechs Abgeordnete vertreten derzeit die sächsischen Bürger im Europäischen Parlament: Anna Cavazzini (Grüne), Cornelia Ernst (Linke), Andreas Glück (FDP), Peter Jahr (CDU), Maximilian Krah (AfD) und Matthias Ecke (SPD).
Zur Zusammenarbeit mit den unmittelbaren europäischen Nachbarn unterhält der Freistaat seit 2012 zwei weitere Auslandsvertretungen in Tschechien und Polen – das Verbindungsbüro in Prag (im Barockgebäude des Wendischen Seminars) und das Verbindungsbüro in Breslau.
Im Sächsischen Landtag befasst sich der Verfassungs-, Rechts- und Europaausschuss unter Vorsitz von Marko Schiemann (CDU) mit europapolitischen Grundsatzfragen. Im April 2011 haben Landtag und Staatsregierung eine Subsidiaritätsvereinbarung geschlossen, die die Informationspflichten der Regierung gegenüber dem Parlament und die Mitwirkungsrechte des Landtages an europapolitischen Positionen des Landes regelt.

### Haushalt
Gemäß dem Gesetz über die Feststellung des Haushaltsplanes des Freistaates Sachsen für die Haushaltsjahre 2023 und 2024 (Haushaltsgesetz 2023/2024 – HG 2023/2024) sind im Haushaltsplan für das Haushaltsjahr 2023 ein Volumen von 24.261.303.000 Euro und für das Haushaltsjahr 2024 ein Volumen von 25.083.152.600 Euro veranschlagt.

### Politischer Extremismus
Sowohl Rechts- wie auch Linksextremismus werden im sächsischen Verfassungsschutzbericht regelmäßig aufgeführt. Ein Bericht für 2021 gab an, dass in Sachsen etwa 4.350 Rechts- und 850 Linksextremisten aktiv waren. Zudem gab es etwa 450 Islamisten.

#### Rechtsextremismus
In der 2016 veröffentlichten Studie Sachsen-Monitor 2016 der sächsischen Regierung heißt es: „Ressentiments gegen Personen aufgrund ihrer Gruppenzugehörigkeit – insbesondere gegen Ausländer und Muslime – sind in Teilen der sächsischen Bevölkerung verbreitet. Eine Mehrheit der Sachsen ist der Meinung, dass Deutschland aufgrund der hier lebenden Ausländer in einem gefährlichen Maß ‚überfremdet‘ sei.“ Nach Recherchen des Tagesspiegels ist die Bevölkerung „deutlich fremdenfeindlicher als der Durchschnitt der Bevölkerung im Rest der Republik“.

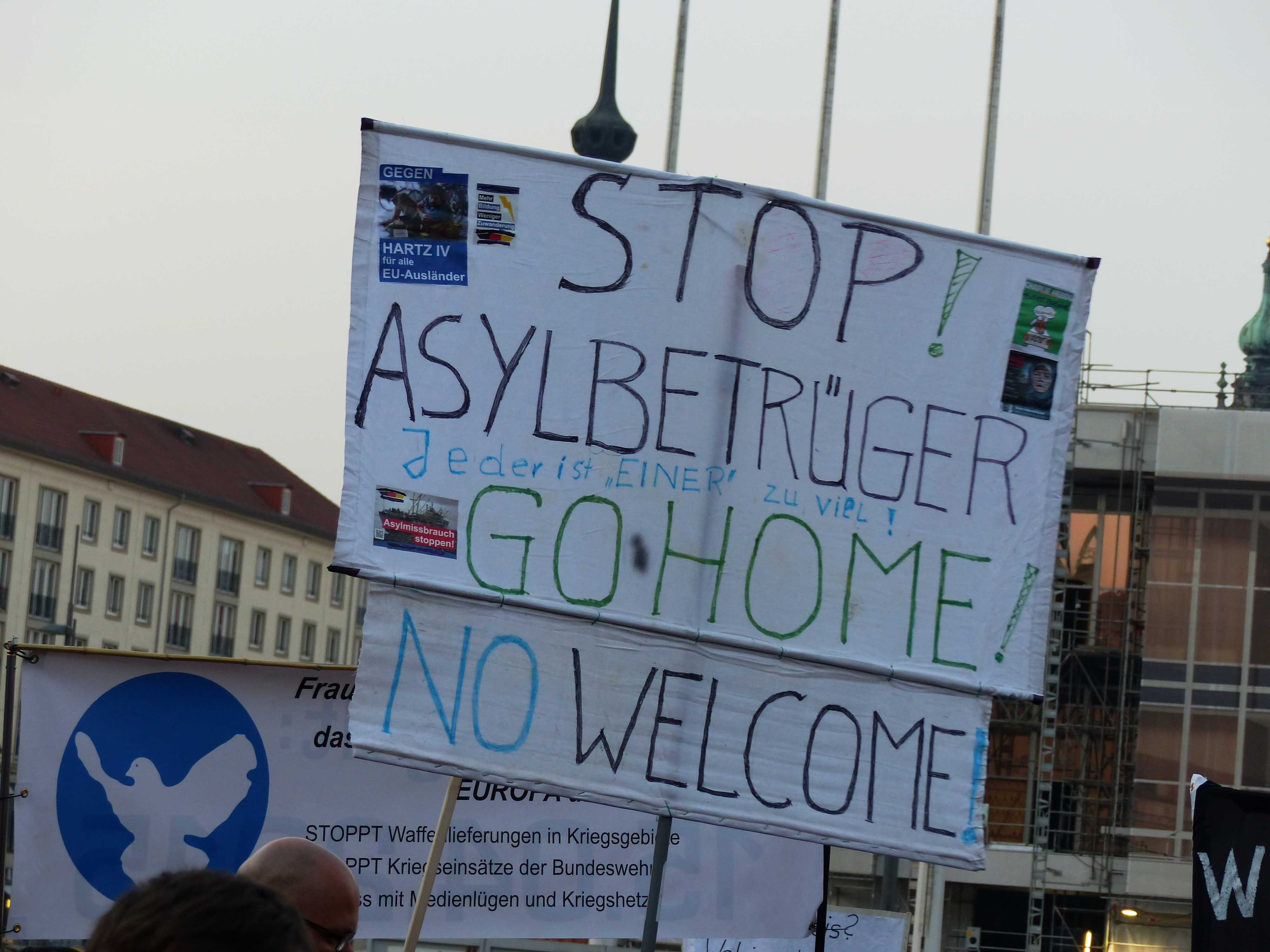
Ausländerfeindliche Losungen auf einer Pegida-Veranstaltung in Dresden 2015

In Sachsen geschahen 2014 die mit Abstand meisten rassistisch motivierten Körperverletzungen gegen Flüchtlinge. Auch 2015 erfolgten dort überdurchschnittlich häufig rassistische Angriffe auf Ausländer und Flüchtlinge, in absoluten Zahlen nach dem deutlich bevölkerungsreicheren Nordrhein-Westfalen die zweitmeisten im Vergleich der Bundesländer. 2015 wurde in Sachsen ein Fünftel aller Angriffe auf Asylbewerberheime in Deutschland begangen.
Auch der organisierte Rechtspopulismus und Rechtsextremismus sind in Sachsen überdurchschnittlich präsent. Völkische, rassistische Organisationen wie Pegida entwickelten sich in Sachsen und sind dort so stark wie in keinem anderen Bundesland. In keinem anderen Bundesland gibt es so viele Immobilien, die dauerhaft von Rechtsextremisten zu politischen Zwecken genutzt werden. 2012 fanden in Sachsen mit Abstand die meisten Neonazi-Konzerte statt, fast ein Viertel allein in einem einzigen Gasthof im nordsächsischen Staupitz.
Die acht Mitglieder der rechtsterroristischen Gruppe Freital, die mehrere Sprengstoffanschläge auf Flüchtlingsunterkünfte und politische Gegner in Freital und Dresden verübt hatten und wegen Bildung einer terroristischen Vereinigung und versuchten Mordes beziehungsweise Beihilfe dazu vom Oberlandesgericht Dresden zu mehrjährigen Haftstrafen verurteilt wurden, waren in Sachsen tätig.
Im September 2018 wurde die rechtsterroristische Gruppe Revolution Chemnitz, die den NSU übertreffen wollten nach Übergriffen auf Menschen mit Migrationshintergrund bekannt und ausgehoben. Ihre acht Mitglieder wurden für die Gründung einer rechtsterroristischen Vereinigung 2020 zu mehrjährigen Haftstrafen verurteilt.
2024 wurden Mitglieder der ebenfalls rechtsterroristische Gruppe Sächsische Separatisten (SS), was eine Anlehnung an die SS im Nationalsozialismus ist, in und um Leipzig und Dresden festgenommen.
Die rechtsextreme NPD zog 2004 und 2009 in den Sächsischen Landtag ein. Bei der Bundestagswahl 2017 wurde die Alternative für Deutschland (AfD), die sieben Jahre später das Oberverwaltungsgericht Münster als rechtsextremistischen Verdachtsfall bestätigen sollte, in Sachsen stärkste Kraft und gewann drei der sechzehn sächsischen Bundestagswahlkreise direkt. Bei der Bundestagswahl 2021 konnte die Partei dieses Ergebnis auf 10 Wahlkreise verbessern, wobei sie sie in allen 12 Flächenwahlkreisen nach Zweitstimmen die stärkste Kraft wurde. Die 2021 gegründete rechtsextremistische Partei Freie Sachsen erreichte in den Kommunalwahlen in Sachsen 2024 insgesamt 2,7 % der Stimmen, in der Landtagswahl in Sachsen 2024 2,2 % der Stimmen.
Der Politikwissenschaftler Hans Vorländer legte im Februar 2016 basierend auf seinen Untersuchungen dar: „Sachsen sind, nach dem[,]  was wir aus Befragungen wissen, nicht ausländerfeindlicher oder islamfeindlicher als die Bewohner anderer Bundesländer im Westen oder im Osten.“ Die teils aggressiven Einstellungen gegenüber Zugewanderten seien vielmehr ein Ausdruck einer vor allem kleinbürgerlichen Unzufriedenheit mit politischen Entscheidungen. Das Gewaltmonopol des Staates werde von der Landesregierung nicht mit der nötigen „Entschiedenheit“ bzw. dem nötigen „Augenmaß“ durchgesetzt.

#### Linksextremismus
Drei Viertel der Straftaten mit linksextremistischem Hintergrund in Sachsen werden in den Großstädten verübt. Besonders Leipzig entwickle sich zu einem Sammelpunkt für Linksextreme aus ganz Deutschland, so Sachsens Innenminister Armin Schuster.
Leipzigs Oberbürgermeister Burkhard Jung sprach im Hinblick auf linksextreme Anschläge gar von „Terror“, der sich gegen Sachen richte. Besonders bekannt für Ausschreitungen ist der Leipziger Stadtteil Connewitz, in dem ein Potpourri aus Hausbesetzerszene, Antifa und sogenannten Autonomen, besonders am Tag der Arbeit oder bei politischen Treffen wie dem G20-Gipfel, tätig ist. Dabei wird auch die Polizei angegriffen. Besonders die Polizeiwache in Connewitz wurde bei Ausschreitungen schon häufig beschädigt oder beschmiert.
2019 wurde die Sonderkommission Linksextremismus (SoKo LinX) gegründet.

## Verwaltungsgliederung
Im Landesdienst arbeiten ca. 96.500 Mitarbeiter. Bildung und Polizei machen die Hälfte der Stellen aus. Hinzu kommen wissenschaftlicher Dienst (11 %), Justiz (8 %), Steuer (7 %) und technische Verwaltung (6 %).

### Landesdirektion Sachsen
Im Jahr 2012 wurden die bisherigen drei Direktionsbezirke Chemnitz, Dresden und Leipzig zur Landesdirektion Sachsen mit Hauptsitz in Chemnitz zusammengefasst.
Sie enthält insgesamt zehn Landkreise und drei kreisfreie Städte.
Die zehn sächsischen Landkreise:
- Bautzen (Budyšin)
- Erzgebirgskreis
- Görlitz (Zhorjelc)
- Leipzig
- Meißen
- Mittelsachsen
- Nordsachsen
- Sächsische Schweiz-Osterzgebirge
- Vogtlandkreis
- Zwickau

Die drei kreisfreien Städte Sachsens:
- Chemnitz
- Dresden
- Leipzig

### Landkreise
Der Großteil der bis zum 31. Juli 2008 bestehenden Landkreise wurde in den Kreisreformen von 1994 und 1996 gebildet. Im Rahmen der Verwaltungsreform der Landesbehörden entstanden zum 1. August 2008 durch eine erneute Kreisreform zehn neue Landkreise. Die Zahl der kreisfreien Städte verringerte sich dabei von sieben auf drei. In den kreisangehörigen Gemeinden des Landes leben 2.832.288, in den kreisfreien Städten 1.304.763 Einwohner (Dezember 2011).
| Neuer Landkreis                  | Ehemalige Stadt- und Landkreise                                   | Kfz-Kennzeichen                           | Fläche in km² | 31. Dezember 2008 | 31. Dezember 2008 | 31. Dezember 2018 | 31. Dezember 2018 | 31. Dezember 2023 | 31. Dezember 2023 | Prognose 2040 | Prognose 2040 |
| Neuer Landkreis                  | Ehemalige Stadt- und Landkreise                                   | Kfz-Kennzeichen                           | Fläche in km² | Einwohner         | je km²            | Einwohner         | je km²            | Einwohner         | je km²            | Einwohner     | je km²        |
| -------------------------------- | ----------------------------------------------------------------- | ----------------------------------------- | ------------- | ----------------- | ----------------- | ----------------- | ----------------- | ----------------- | ----------------- | ------------- | ------------- |
| Bautzen (Budyšin)                | Bautzen, Kamenz, Hoyerswerda                                      | BZ, BIW, HY, KM                           | 2.395,60      | 328.990           | 138               | 302.634           | 126               | 296.506           | 124               | 263.930       | 110           |
| Erzgebirgskreis                  | Stollberg, Annaberg, Aue-Schwarzenberg, Mittlerer Erzgebirgskreis | ERZ, ANA, ASZ, AU, MAB, MEK, STL, SZB, ZP | 1.827,93      | 377.245           | 206               | 340.373           | 186               | 326.896           | 179               | 274.250       | 150           |
| Görlitz (Zhorjelc)               | Niederschlesischer Oberlausitzkreis, Löbau-Zittau, Görlitz        | GR, LÖB, NOL, NY, WSW, ZI                 | 2.111,44      | 284.790           | 135               | 256.587           | 122               | 248.479           | 118               | 213.900       | 101           |
| Leipzig (Landkreis)              | Leipziger Land, Muldentalkreis                                    | L, BNA, GHA, GRM, MTL, WUR                | 1.651,290     | 271.863           | 165               | 258.008           | 156               | 261.573           | 158               | 252.350       | 153           |
| Meißen                           | Meißen, Riesa-Großenhain                                          | MEI, GRH, RG, RIE                         | 1.454,59      | 256.638           | 177               | 242.862           | 167               | 241.160           | 166               | 219.490       | 151           |
| Mittelsachsen                    | Freiberg, Mittweida, Döbeln                                       | FG, BED, DL, FLÖ, HC, MW, RL              | 2.116,87      | 335.797           | 159               | 308.153           | 146               | 300.308           | 142               | 263.550       | 124           |
| Nordsachsen                      | Delitzsch, Torgau-Oschatz                                         | TDO, DZ, EB, OZ, TG, TO                   | 2.028,56      | 211.356           | 105               | 197.794           | 098               | 199.688           | 98                | 190.820       | 94            |
| Sächsische Schweiz-Osterzgebirge | Weißeritzkreis, Sächsische Schweiz                                | PIR, DW, FTL, SEB                         | 1.654,21      | 255.459           | 154               | 245.418           | 148               | 246.011           | 149               | 227.970       | 138           |
| Vogtlandkreis                    | Vogtlandkreis, Plauen                                             | V, AE, OVL, PL, RC                        | 1.412,46      | 250.246           | 177               | 229.584           | 163               | 221.953           | 157               | 189.180       | 134           |
| Zwickau                          | Chemnitzer Land, Zwickauer Land, Zwickau                          | Z, GC, HOT, WDA                           | 0.949,75      | 348.834           | 368               | 319.998           | 337               | 310.111           | 327               | 267.740       | 282           |

### Städte und Gemeinden

Bautzen
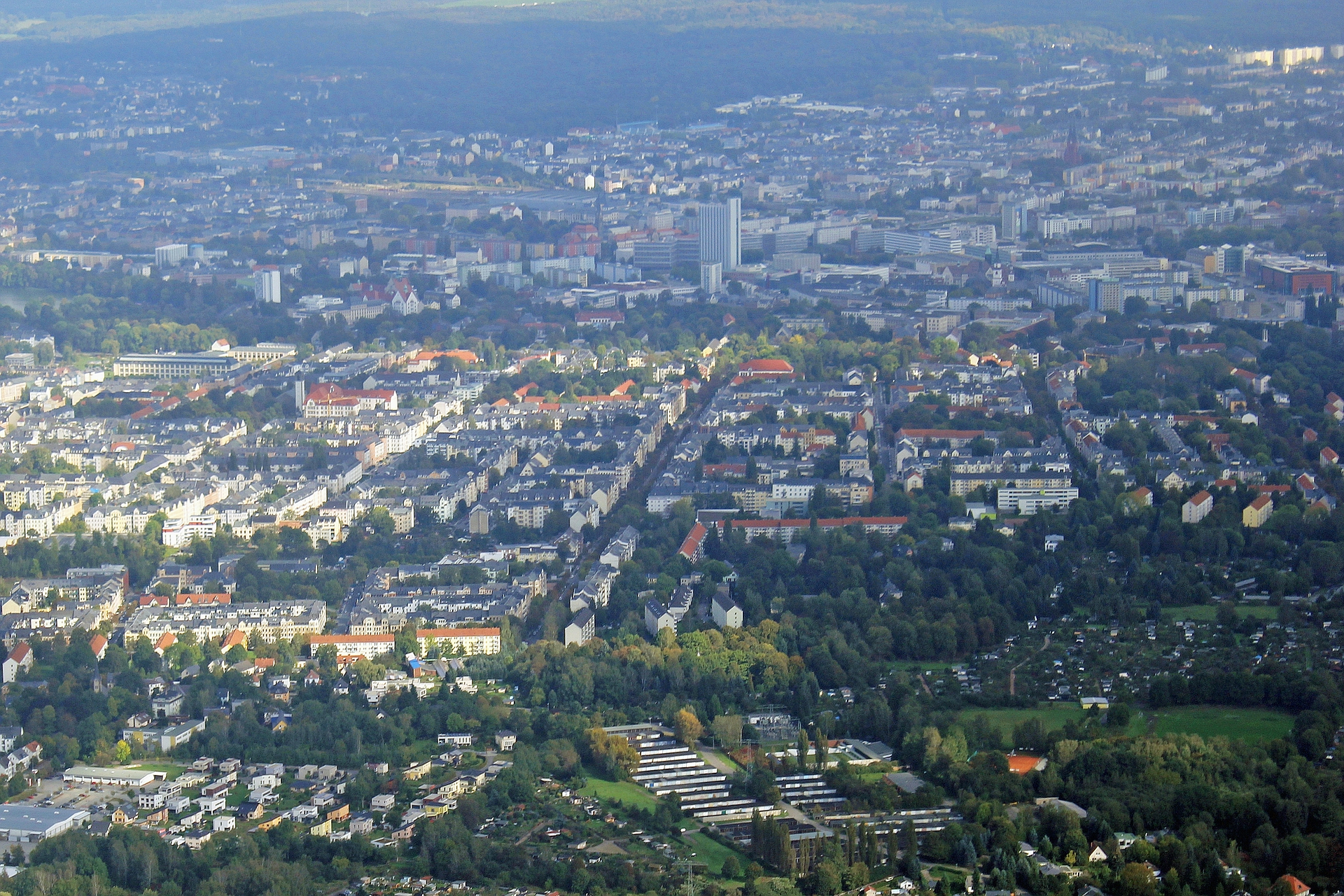
Chemnitz
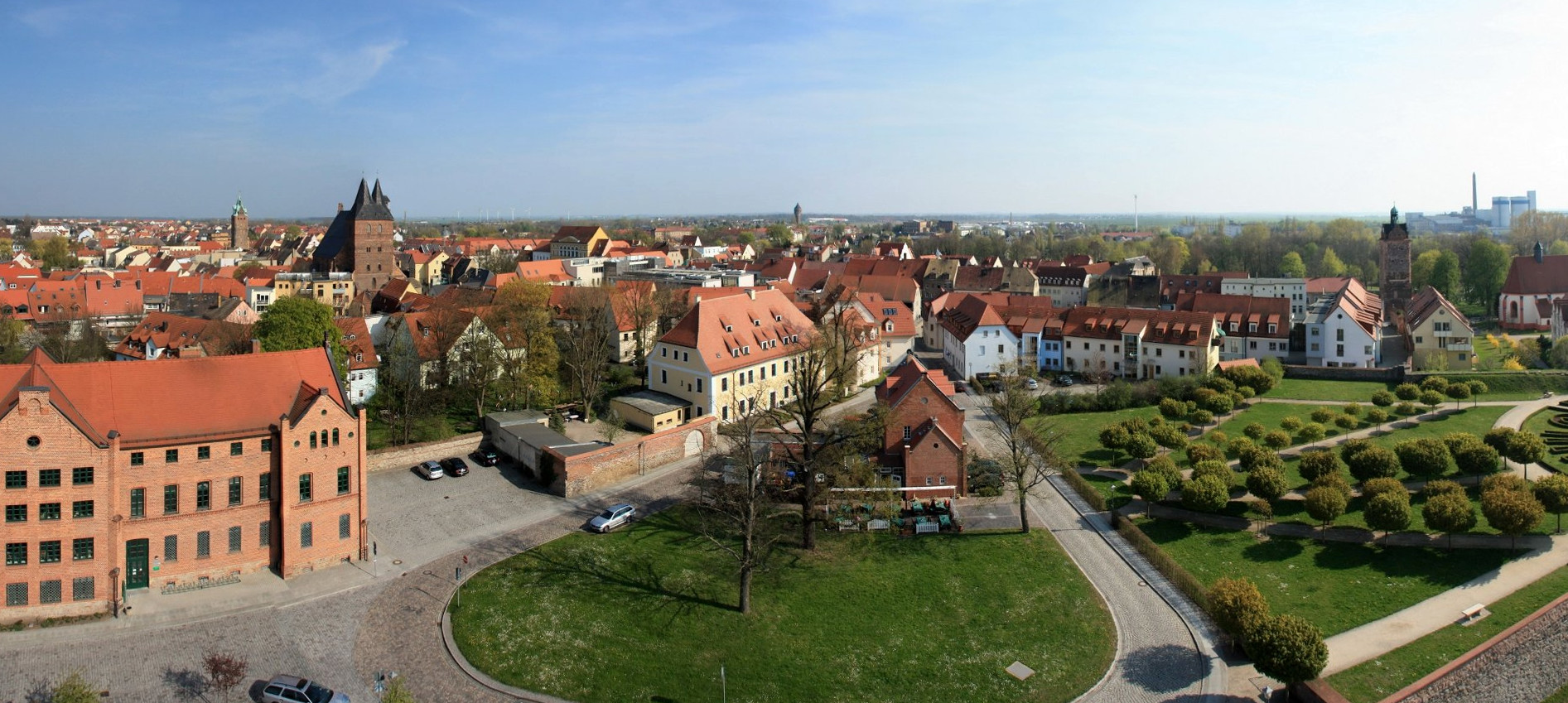
Delitzsch
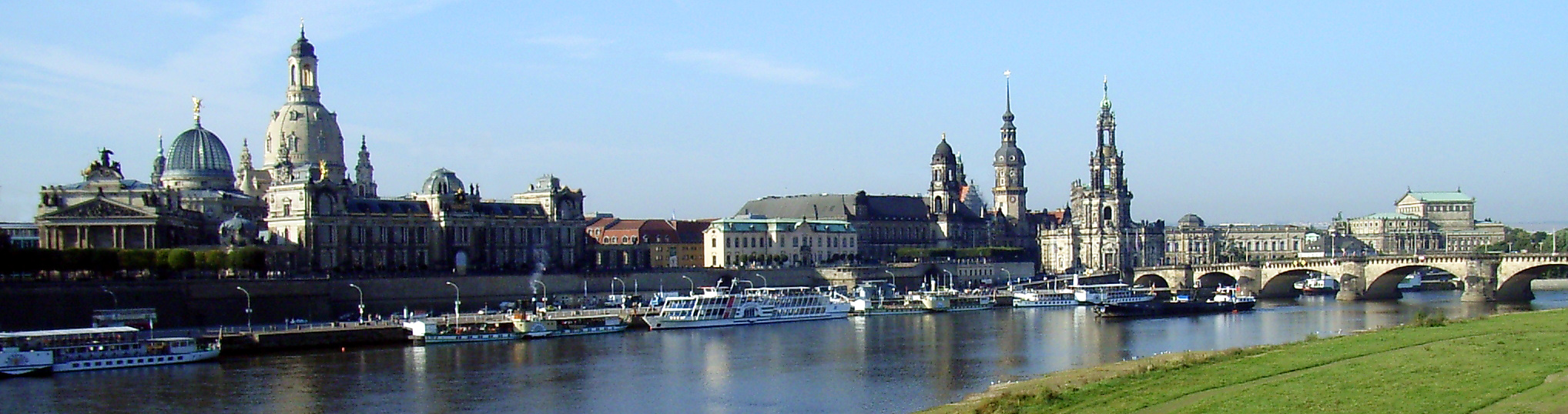
Dresden
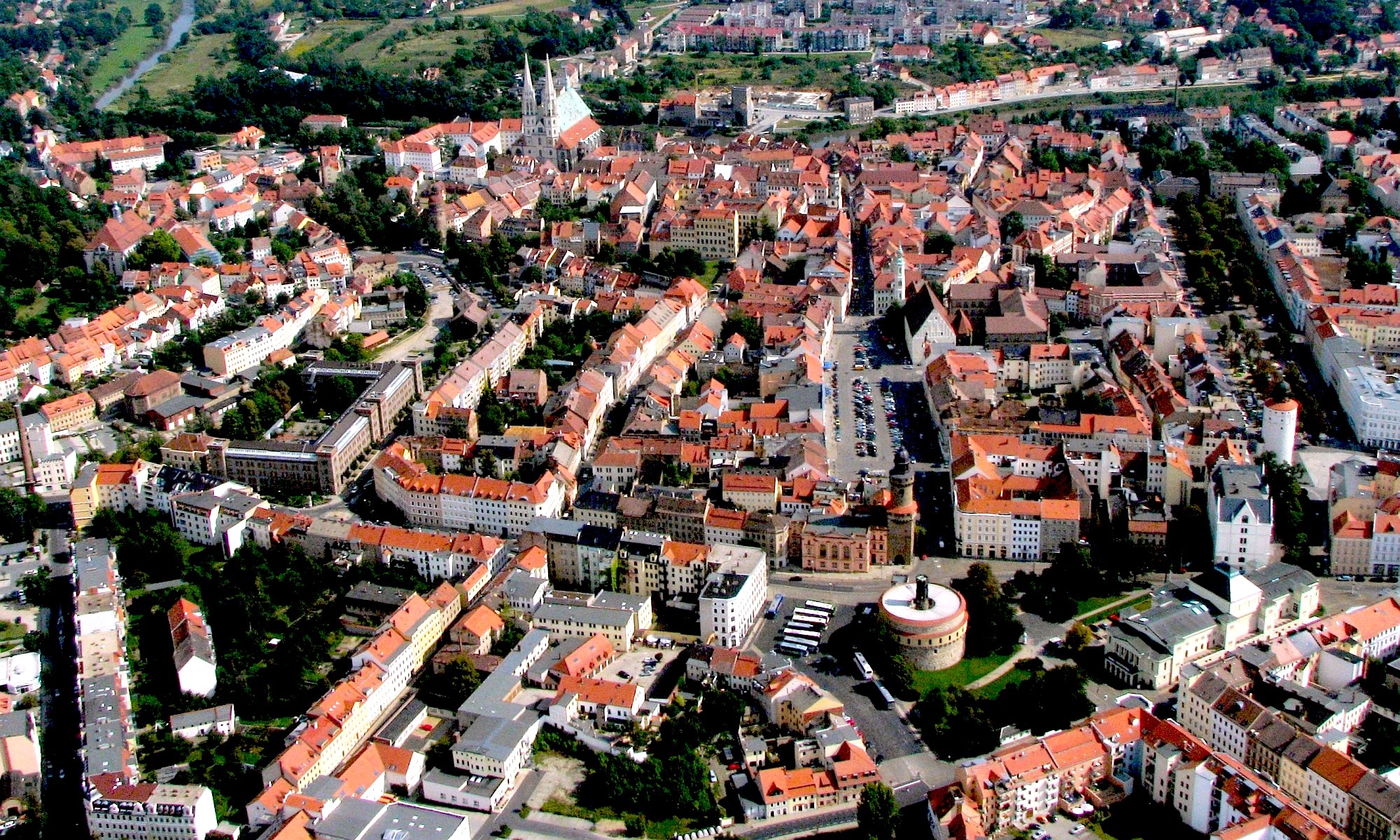
Görlitz
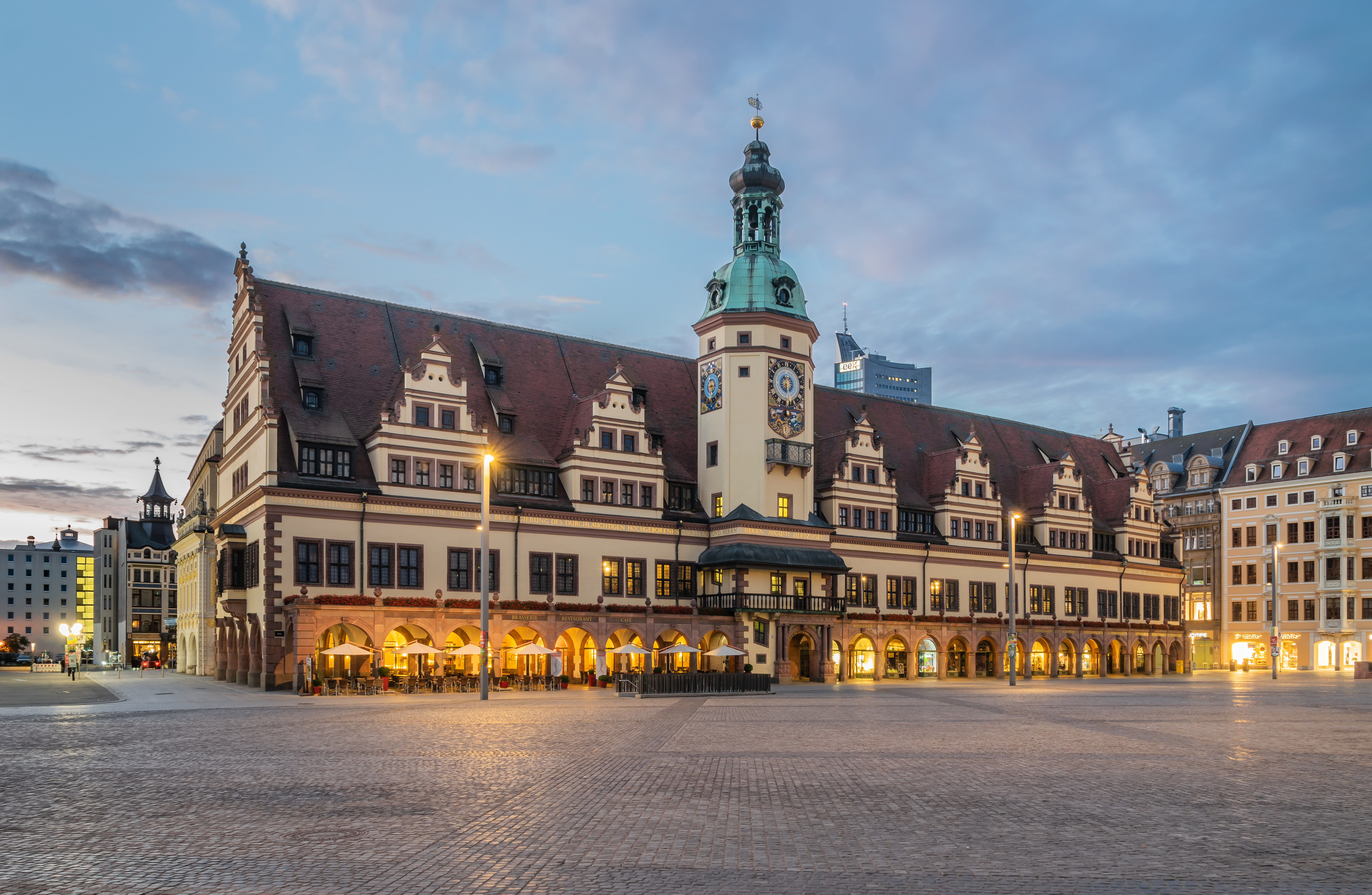
Leipzig
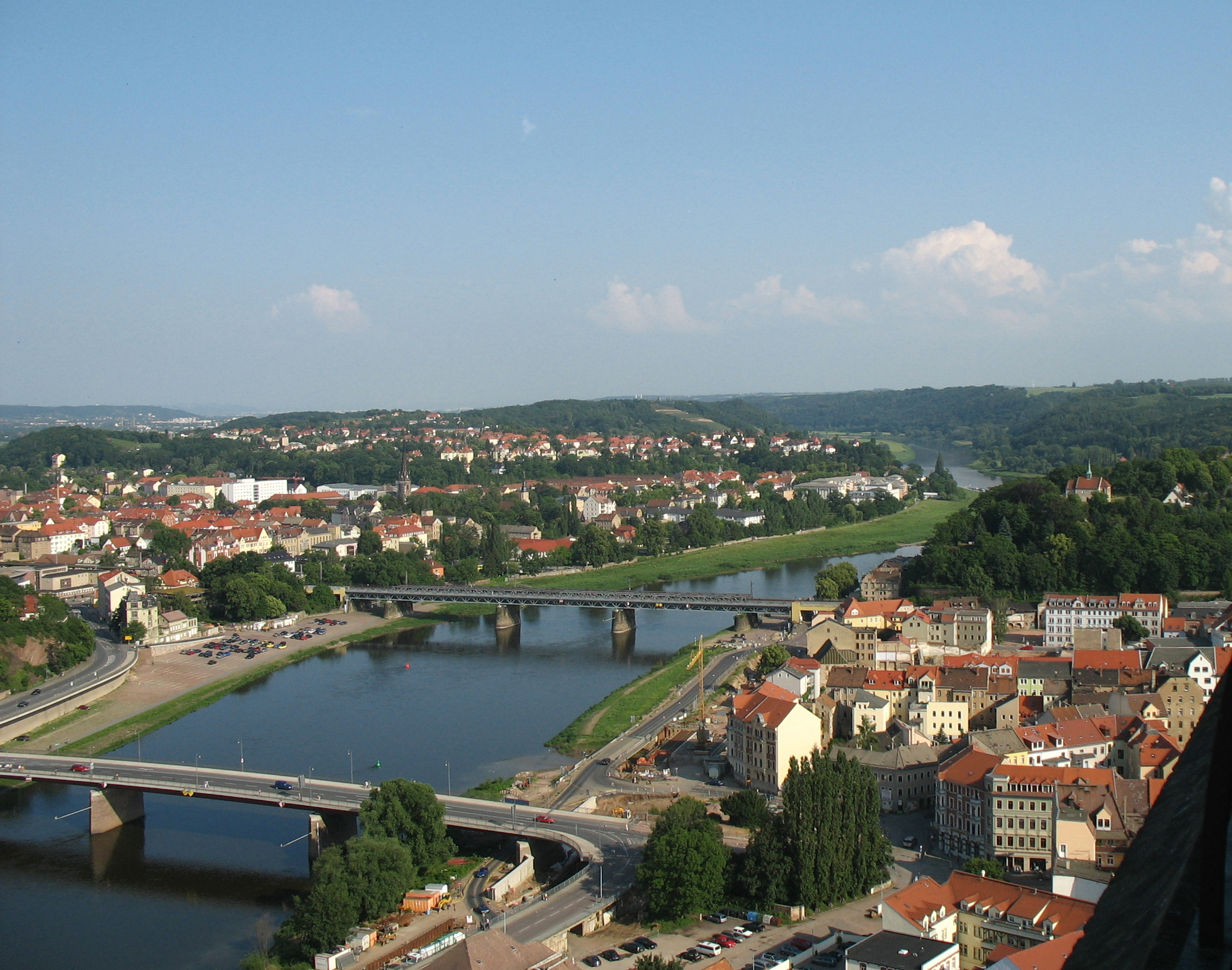
Meißen
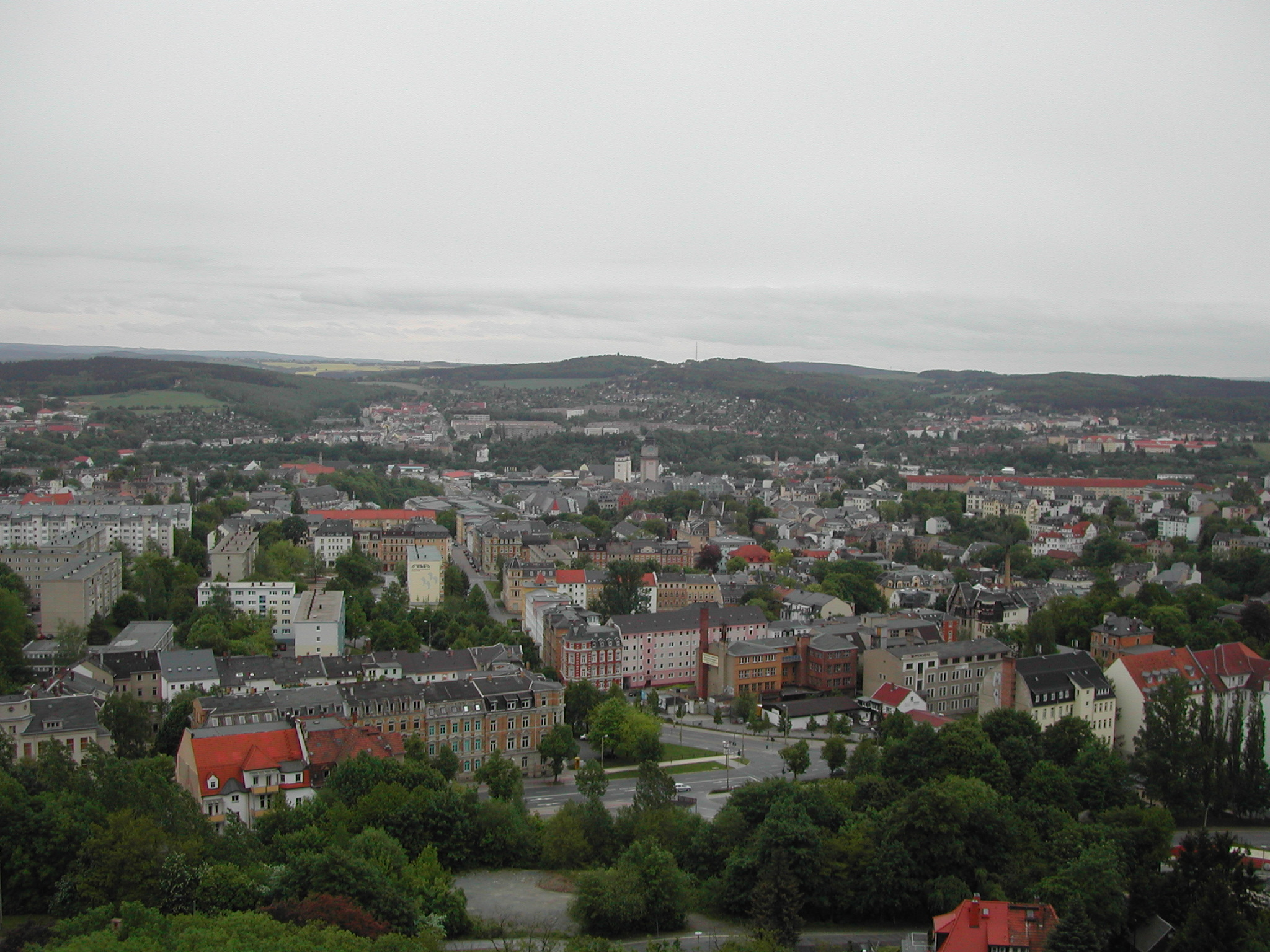
Plauen
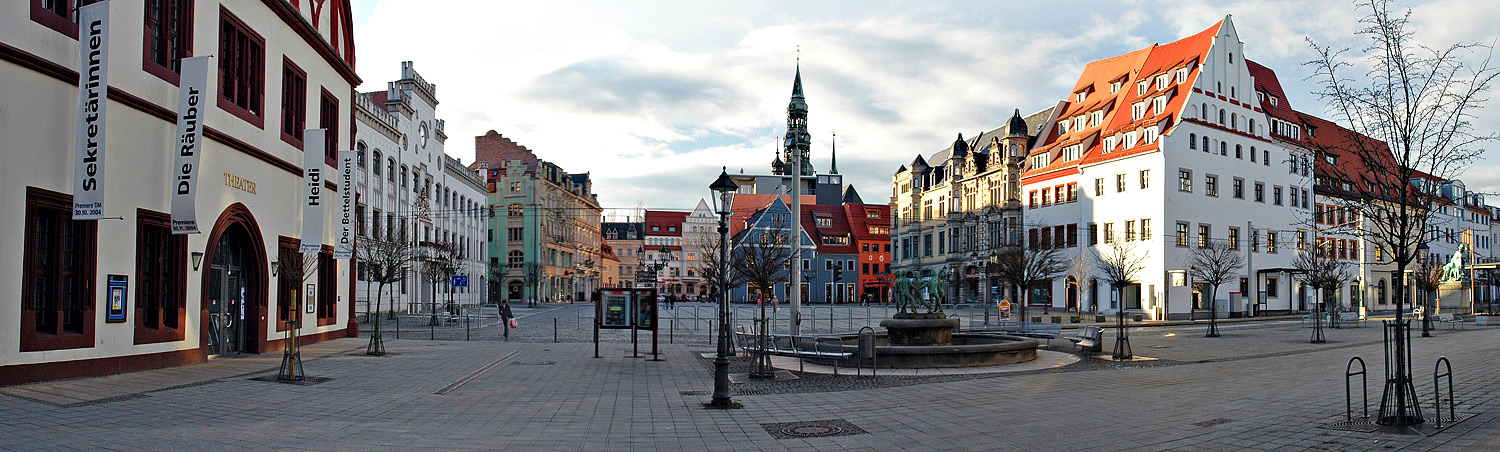
Zwickau

Sachsen besteht aus insgesamt 418 politisch selbständigen Städten und Gemeinden (Stand: 1. Januar 2023). Diese unterteilen sich in 169 Städte, darunter drei kreisfreie Städte und 53 Große Kreisstädte, sowie 249 nichtstädtische Gemeinden. Die kreisangehörigen Gemeinden haben sich teilweise zur Erledigung ihrer Verwaltungsgeschäfte zu Verwaltungsgemeinschaften zusammengeschlossen. 158 Gemeinden sind in 64 Verwaltungsgemeinschaften und 21 Gemeinden in sechs Verwaltungsverbänden eingebunden.
Nach der Wiedervereinigung verloren zunächst sehr viele Städte rasch an Einwohnern. Am stärksten betroffen davon waren die Städte Leipzig, Dresden, Chemnitz und auch die damalige Großstadt Zwickau, in denen sich die Folgen der Suburbanisierung und der Abwanderung in die alten Bundesländer am stärksten auswirkten. Seit der Wiedervereinigung im Jahre 1990 ist die Einwohnerzahl im Freistaat Sachsen durch Abwanderung und Sterbeüberschuss aufgrund geringer Geburtenraten um 600.000 Einwohner zurückgegangen.
Seit der Jahrtausendwende begann sich diese Entwicklung jedoch auszudifferenzieren, was sich in den Jahren danach noch verstärkte. So konnten Leipzig und Dresden sowie deren jeweils unmittelbar angrenzenden Nachbarstädte Markkleeberg beziehungsweise Radebeul seit etwa 2000 wieder kontinuierlich durch leichte Geburtenüberschüsse und positiven Wanderungssaldo wachsen und damit dem Trend der Schrumpfung entgegenwirken. Dabei gehört die sächsische Landeshauptstadt in den letzten Jahren sogar zu den Städten mit dem durchschnittlich höchsten Bevölkerungswachstum der Bundesrepublik. In Chemnitz verringerte sich die Schrumpfung weitgehend und eine stärkere Stabilisierung setzt ein. Zwickau hingegen ist seit 2003 keine Großstadt mehr und verliert schrittweise an Einwohnern.
Alle anderen Städte des Freistaates, insbesondere die in ländlichen Gebieten, sind von einem mehr oder weniger starken Grad an Abwanderung (räumliche Bevölkerungsentwicklung) sowie Geburtendefizit und der damit resultierenden Überalterung (natürliche Bevölkerungsentwicklung) betroffen. Dabei existieren auch regionale Unterschiede, so sind beispielsweise Gebiete in Ost- und Südsachsen stärker vom Bevölkerungsrückgang betroffen als Gebiete in Mittel- und Westsachsen. Insbesondere Städte mit einer großen und vielfältigen Anzahl an Bildungs-, Forschungs- und Kultureinrichtungen sowie ausgeprägten Gewerbe und Industrie profitieren von Bevölkerungszuwachs.
In der folgenden Tabelle sind alle sächsischen Mittel- und Großstädte, geordnet nach ihrer Einwohnerzahl am 31. Dezember 2018 aufgeführt.
| Stadt                  | Landkreis                         | Einwohner                         | Einwohner                           | Einwohner                           | Einwohner                      | Einwohner                                                             | Einwohner                      |
| Stadt                  | Landkreis                         | 3. Oktober 1990 Gebietsstand 2012 | 31. Dezember 2000 Gebietsstand 2012 | 31. Dezember 2011 Gebietsstand 2012 | Veränderung 2000 bis 2011 in % | 31. Dezember 2018 neue Berechnungsgrundlage auf Basis des Zensus 2011 | Veränderung 2011 bis 2017 in % |
| ---------------------- | --------------------------------- | --------------------------------- | ----------------------------------- | ----------------------------------- | ------------------------------ | --------------------------------------------------------------------- | ------------------------------ |
| Leipzig                | kreisfrei                         | 560.387                           | 493.208                             | 531.809                             | 0+7,83                         | 581.980                                                               | 0+9,4                          |
| Dresden                | kreisfrei                         | 514.071                           | 477.807                             | 529.781                             | +10,88                         | 551.072                                                               | 0+4,0                          |
| Chemnitz               | kreisfrei                         | 317.486                           | 259.246                             | 243.173                             | 0−6,20                         | 246.855                                                               | 0+1,5                          |
| Zwickau                | Zwickau                           | 124.788                           | 103.008                             | 093.128                             | 0−9,59                         | 090.192                                                               | 0−3,2                          |
| Plauen                 | Vogtlandkreis                     | 077.191                           | 071.543                             | 065.738                             | 0−8,11                         | 065.148                                                               | 0−0,9                          |
| Görlitz                | Görlitz                           | 076.603                           | 061.599                             | 055.350                             | −10,15                         | 056.391                                                               | 0+1,9                          |
| Freiberg               | Mittelsachsen                     | 050.896                           | 045.428                             | 041.498                             | 0−8,65                         | 041.496                                                               | +00,0                          |
| Bautzen (Budyšin)      | Bautzen                           | 052.884                           | 043.353                             | 040.457                             | 0−6,68                         | 039.429                                                               | 0−2,6                          |
| Freital                | Sächsische Schweiz- Osterzgebirge | 041.480                           | 040.129                             | 039.329                             | 0−2,00                         | 039.300                                                               | 0−0,1                          |
| Pirna                  | Sächsische Schweiz- Osterzgebirge | 046.081                           | 042.108                             | 038.735                             | 0−8,01                         | 038.276                                                               | 0−1,2                          |
| Radebeul               | Meißen                            | 031.195                           | 032.246                             | 033.769                             | 0+4,72                         | 033.954                                                               | 0+0,5                          |
| Hoyerswerda (Wojerecy) | Bautzen                           | 068.982                           | 050.203                             | 036.687                             | −26,92                         | 033.116                                                               | 0−9,7                          |
| Riesa                  | Meißen                            | 047.049                           | 039.367                             | 033.549                             | −14,78                         | 030.392                                                               | 0−9,4                          |
| Grimma 1               | Leipzig                           | 034.904                           | 031.459                             | 029.779                             | 0−5,35                         | 028.153                                                               | 0−5,5                          |
| Meißen                 | Meißen                            | 035.187                           | 029.398                             | 027.555                             | 0−6,27                         | 028.061                                                               | 0+1,8                          |
| Zittau 2               | Görlitz                           | 041.404                           | 032.775                             | 027.845                             | −15,04                         | 025.575                                                               | 0−8,2                          |
| Delitzsch 3            | Nordsachsen                       | 031.284                           | 029.287                             | 026.035                             | −11,04                         | 024.794                                                               | 0−4,8                          |
| Markkleeberg           | Leipzig                           | 019.624                           | 023.157                             | 024.402                             | 0+5,37                         | 024.644                                                               | 0+1,0                          |
| Limbach-Oberfrohna     | Zwickau                           | 028.916                           | 027.552                             | 025.141                             | 0−8,75                         | 024.066                                                               | 0−4,3                          |
| Döbeln 4               | Mittelsachsen                     | 028.697                           | 024.322                             | 021.077                             | −13,34                         | 023.728                                                               | +12,6                          |
| Glauchau               | Zwickau                           | 029.509                           | 027.285                             | 024.234                             | −11,18                         | 022.718                                                               | 0−6,3                          |
| Werdau                 | Zwickau                           | 028.162                           | 026.077                             | 022.303                             | −14,47                         | 020.795                                                               | 0−6,8                          |
| Coswig                 | Meißen                            | 026.123                           | 024.035                             | 021.157                             | −11,97                         | 020.899                                                               | 0−1,2                          |
| Annaberg-Buchholz      | Erzgebirgskreis                   | 028.492                           | 024.495                             | 021.604                             | −11,80                         | 020.000                                                               | 0−7,4                          |

## Kultur und Sport

### Museen
Landesweit werden von der Bevölkerung Sachsens die Bauwerke (z. B. Residenzschloss, Zwinger und Semperoper Dresden, Lustschloss Pillnitz, Jagdschlösser Moritzburg und Hubertusburg) und Sammlungen (z. B. Grünes Gewölbe, Gemäldegalerie Alte und Neue Meister, Rüstkammer) der sächsischen Kurfürsten als sächsische Kulturgüter wahrgenommen. Der Freistaat Sachsen betreibt diese in Nachfolge zur Wettiner Adelsfamilie. Auf Volksfesten personifiziert wird diese mit dem Hofstaat Augusts des Starken inkl. Premierminister Heinrich von Brühl, Mätresse Gräfin Cosel und Hofnarr Fröhlich, obwohl auch andere Kurfürsten zu den Bauten und Sammlungen beitrugen. Die Fokussierung auf August den Starken ist vor allem auf die Filme Der galante König – August der Starke (1920) und Sachsens Glanz und Preußens Gloria (1985–1987) zurückzuführen, letzterer basiert auf den Büchern der Sachsentrilogie Józef Ignacy Kraszewskis.
Die in den Dresdner Gemäldegalerien vorhandenen Bilder werden wegen der früh begonnenen Sammlung der Kurfürsten i. A. zur sächsischen Kultur gezählt, auch wenn die Künstler nur einen Teil ihres Lebens in Sachsen verbrachten. Dies trifft insbesondere auf Gemälde mit typisch sächsischen Landschaftsmotiven zu, z. B. die Darstellungen von Dresden und Pirna des italienischen Malers Canaletto sowie der Sächsischen Schweiz des gebürtigen Greifswalders Caspar David Friedrich.

### Musik

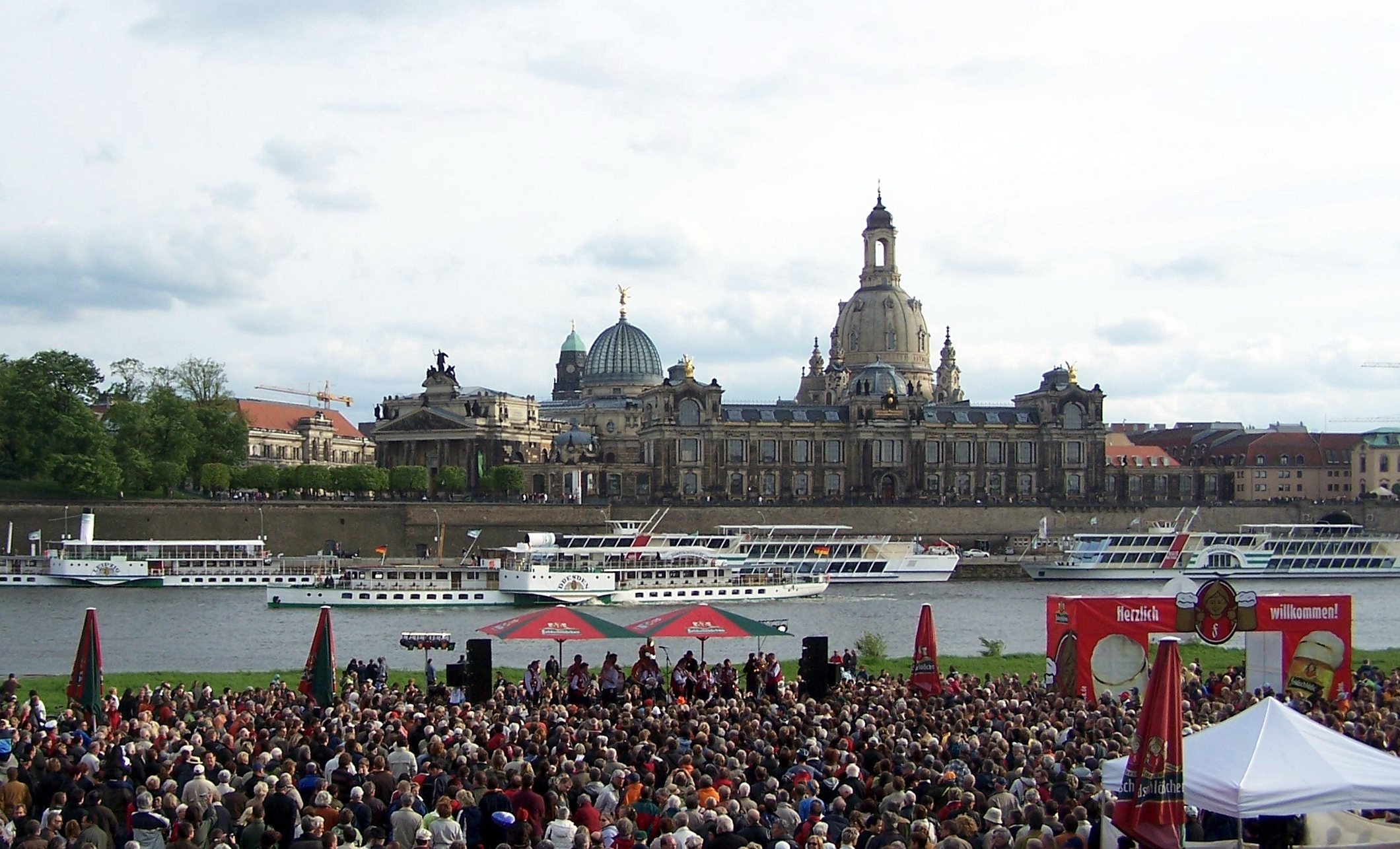
Internationales Dixieland Festival Dresden

In Sachsen werden mehrere Festivals veranstaltet, so werden mit Festivals wie Internationales Dixieland Festival Dresden, Kosmonaut Festival, Leipziger Jazztage, Highfield-Festival, Bachfest Leipzig, Th!nk?, Nachtdigital, Dresdner Gitarrenfest, Dresdner Tage der zeitgenössischen Musik, Wave-Gotik-Treffen und dem Endless Summer Open Air viele verschiedene Musikrichtungen bedient.
Musikalisch sind in Dresden die Aufführungen der weltberühmten Sächsischen Staatskapelle in der Semperoper und des Kreuzchores in der Kreuzkirche hervorzuheben. Die Orgellandschaft Sachsen ist durch das Wirken von Gottfried Silbermann geprägt, dem Vollender der mitteldeutschen Barockorgel. 31 seiner berühmten Instrumente sind noch erhalten, fast alle stehen in Sachsen.
Leipzig ist weithin als Musikstadt bekannt. Der Komponist Johann Sebastian Bach war der bekannteste Thomaskantor des seit 1212 existierenden Leipziger Thomanerchores. Das Bachfest Leipzig ist ein Festival für klassische Musik. Das Gewandhausorchester Leipzig ist ebenso wie die Leipziger Oper eine bürgerliche Gründung. Das Museum der bildenden Künste zeigt unter anderem das bei der Sächsisch-Thüringischen-Gewerbeausstellung 1897 noch umstrittene Gemälde Christus im Olymp und die Beethoven-Skulptur Max Klingers.

### Weitere Kulturgüter
Weitere über seine Grenzen bekannte Kulturgüter Sachsens sind das Meißner Porzellan, welches das erste europäische Porzellan ist und die besonders in Seiffen beheimate erzgebirgische Holzschnitzkunst. Überregional bekannt und seit 2014 als immaterielles Kulturerbe eingetragen sind die Feste und Bräuche der Sorben in der Lausitz. Das Vogtland ist mit seinem Musikwinkel ein historisches Zentrum des Musikinstrumentenbaus. Seit 2024 ist das überregional bekannte Sächsische Bergsteigen als immaterielles Kulturerbe eingetragen.

### Kulturdenkmale
Die Kulturdenkmale in den Städten und Gemeinden des Freistaats werden über die Liste der Kulturdenkmale in Sachsen erschlossen.

### Feiertage
Neben den bundesweit gültigen Feiertagen Neujahr, Karfreitag, Ostern, Tag der Arbeit, Christi Himmelfahrt, Pfingsten, Tag der Deutschen Einheit und Weihnachten sind in Sachsen das Reformationsfest und der Buß- und Bettag gesetzliche Feiertage (§ 1 Abs. 1 SächsSFG). In bestimmten Gemeinden und Gemeindeteilen des Landkreises Bautzen (katholische Teile des sorbischen Siedlungsgebiets) ist Fronleichnam ein gesetzlicher Feiertag (§ 1 FronleichnamsVO). In den anderen Gemeinden und Gemeindeteilen ist Fronleichnam (wie auch Erscheinungsfest, Frühjahrsbußtag, Gründonnerstag, Johannestag, Peter und Paul, Mariä Himmelfahrt, Allerheiligen und Mariä Empfängnis) ein religiöser Feiertag (§ 3 Abs. 1 SächsSFG).

### Sächsischer Bürgerpreis
Der Freistaat Sachsen verleiht gemeinsam mit der Stiftung Frauenkirche Dresden und der Kulturstiftung Dresden der Dresdner Bank den Sächsischen Bürgerpreis. Er wird in den Kategorien gesellschaftlich-soziales Engagement und kulturell-geistliches Engagement vergeben und ist mit jeweils 5000 Euro dotiert. Die erste Verleihung fand 2011 statt.

### Sport
Im Landessportbund Sachsen sind im Jahr 2025 726.216 Mitglieder in 4.330 Vereinen registriert, das entspricht 17,91 Prozent der Bevölkerung.

#### American Football
Das als Saxonia Monarchs am Anfang des Jahres 1992 gegründete American Football Team wurde Mitte 1992 in Dresden Monarchs umbenannt und nimmt seit 2003 erfolgreich im Spielbetrieb der German Football League teil. Im Jahr 2021 wurde man erstmals deutscher Meister.

#### Basketball
Die Niners Chemnitz spielen in der ersten Basketball-Bundesliga und die Dresden Titans in der zweitklassigen ProA. Die Basketballerinnen der ChemCats Chemnitz spielten von 2013 bis 2019 in der 1. Damen-Basketball-Bundesliga, zogen sich aber in der Saison 2019/2020 in die 2. Bundesliga zurück, um den Nachwuchs zu fördern.

#### Floorball/Unihockey
Die Mannschaften der Floor Fighters Chemnitz und des MFBC Leipzig spielen in der Floorball-Bundesliga, die Mannschaften der Unihockey Igels Dresden und des SC DHfK Leipzig in der 2. Floorball-Bundesliga.

#### Fußball
Fußball ist der Sport mit der höchsten Zuschauerresonanz, so sind seit 2016 RB Leipzig in der 1. Bundesliga, die SG Dynamo Dresden seit 2025 in der 2. Bundesliga sowie der FC Erzgebirge Aue seit 2022 in der 3. Liga und der Chemnitzer FC, der FC Eilenburg, der FSV Zwickau, der 1. FC Lokomotive Leipzig und BSG Chemie Leipzig in der Regionalliga Nordost vertreten.
Die Frauenfußballabteilung von RB Leipzig spielt seit 2023 in der Frauen-Bundesliga, zudem sind in der Frauen-Regionalliga  die Mannschaften der Vereine des 1. FFC Fortuna Dresden, RB Leipzig II und SV Eintracht Leipzig-Süd vertreten.

#### Handball
Das Frauenteam des HC Leipzig, mehrfacher deutscher Meister und Pokalsieger, musste 2017 insolvenzbedingt aus der Frauen-Handball-Bundesliga in die 3. Liga zwangsabsteigen. Dafür rückten die Damen des HC Rödertal aus Großröhrsdorf zur Saison 2017/18 in die 1. Bundesliga nach.
Beide Frauen-Mannschaften treten ab der Saison 2019/20 in der 2. Handball-Bundesliga an.
Die Herren des DHfK Leipzig spielen seit 2015 in der Handball-Bundesliga. Zudem spielt der EHV Aue seit der Saison 2012/13 in der 2. Bundesliga. Mit dem HC Elbflorenz aus Dresden stieg zur Saison 2017/18 eine weitere sächsische Mannschaft in die 2. Bundesliga auf.

#### Tennis
Die erste Damenmannschaft des TC Blau-Weiß Dresden-Blasewitz stieg 2016 in die 2. Bundesliga auf und spielt seit 2019 in der 1. Bundesliga.
Die erste Herrenmannschaft spielte 2007 und von 2014 bis 2016 in der 2. Bundesliga und seit 2019 in der Regionalliga Südost (3. Liga).

#### Volleyball
Seit 1997 spielen die Damen des Dresdner SC durchgängig in der Bundesliga. In dieser Zeit gewann die Mannschaft sechsmal die deutsche Meisterschaft und siebenmal den DVV-Pokal sowie zweimal den VBL-Supercup. Den größten Erfolg feierte man in der Saison 2009/10, als man den Challenge Cup gewann. Neben dem Dresdner SC spielten kurzzeitig auch der VC Muldental Grimma (2005/06) und die Fighting Kangaroos Chemnitz (2008/09) in der Bundesliga. In der Saison 2025/26 sind des Weiteren die ESA Grimma Volleys, die Neuseenland-Volleys Markkleeberg und der VC Olympia Dresden in der 2. Bundesliga Pro sowie die Emplify Volleys Leipzig, der Dresdner SSV und der Chemnitzer VV in der Dritten Liga Ost vertreten.
Zwischen 1991 und 2009 war die Stadt Leipzig durch den SC Leipzig, den VfB Leipzig, den VV Leipzig und den VC Leipzig mit Unterbrechungen insgesamt 15 Spielzeiten in der Bundesliga der Männer vertreten. Darüber hinaus spielten auch der VC Markranstädt (2003/04 und 2005/06) und der VC Dresden (2012–2014) in der höchsten deutschen Volleyballliga. In der Saison 2025/26 ist Sachsen mit dem L.E. Volleys und dem unter dem Namen „Enervigo Volleys Dresden“ antretenden VC Dresden in der 2. Bundesliga Süd sowie mit dem GSVE Delitzsch in der Dritten Liga Ost vertreten.

#### Rugby
In der Nordstaffel der Rugby-Bundesliga ist mit dem RC Leipzig ein sächsischer Verein vertreten. In der 2. Bundesliga Ost spielt mit dem RC Dresden ein Verein aus der Landeshauptstadt. Weitere Vereine in Sachsen sind die Leipzig Scorpions sowie die USG Chemnitz.

#### Eishockey
Weiterhin zählt in Sachsen auch Eishockey zu den verbreiteten Sportarten. Dabei nehmen nach dem erstmaligen Gewinn der DEL2-Meisterschaft im Jahr 2025 und dem entsprechenden Aufstieg zur Saison 2025/26 die Dresdner Eislöwen in der Deutschen Eishockey Liga sowie in der 2. Eishockey-Bundesliga die Mannschaften der Eispiraten aus Crimmitschau und der Lausitzer Füchse aus Weißwasser/Oberlausitz teil.
In der dritthöchsten Spielklasse sind die Icefighters Leipzig in der Oberliga Nord vertreten.
Der EHV Schönheide 09 ist seit der Saison 2017/18 unter dem neuen Namen Schönheider Wölfe aufgrund von Insolvenz in die Regionalliga Ost abgestiegen. Die Teams des SV Rot-Weiß Bad Muskau, der Chemnitz Crashers, der Dresdner Eislöwen 1b, des ELV Tornado Niesky und der ESC Black Panther Jonsdorf gehen in der viertklassigen Eishockey-Regionalliga auf Punktejagd.

#### Para-Eishockey
Im Jahr 1998 wurde die Dresdner Para-Eishockeymannschaft Dresdner Eislöwen Sledge gegründet, die im ESC Dresden als Abteilung organisiert ist. Seit der Spielzeit 2000/01 spielt das Team in der Deutschen Para-Eishockey Liga und wurde in der Spielzeit 2019/20 deutscher Meister.

#### Judo
In der 2. Deutschen Judo-Bundesliga ist ein Frauenteam des Judoclub Leipzig vertreten.
Die Herren-Mannschaft des VFL Riesa tritt in der 1. Judo-Bundesliga an, die Herren des JC Leipzig treten in der 1. und 2. Judo-Bundesliga an. Vor dem Zwangsabstieg des JV Ippon Rodewisch erkämpfte der Verein 2001 bis 2003 drei Bronzemedaillen in der Judo-Bundesliga.

#### Motorsport
Motorsport hat durch die im 20. Jahrhundert führenden sächsischen Auto- und Motorradhersteller eine mittlerweile fast 100-jährige Tradition. Seit 1995 findet auf dem Flugplatz in Großenhain ein Lauf zur internationalen deutschen Meisterschaft (IDM) im Supermoto sowie jährlich seit 1998 im Juli der deutsche Motorrad-Weltmeisterschafts-Grand-Prix auf dem Sachsenring in Hohenstein-Ernstthal statt.
Hohe Bekanntheit genießen auch die Endurorennen „Rund um Zschopau“ und „Rund um Dahlen“, die fester Bestandteil im Kalender der Internationalen Deutschen Enduro-Meisterschaft und darüber hinaus unregelmäßig Läufe zur Enduro-Weltmeisterschaft sind.
Im offroad-Bereich sind zudem Auto- und Rallycross, Motocross und Speedway in verschiedenen Regionen im Freistaat seit vielen Jahren Tradition. In verschiedenen Eisstadien und -hallen werden dabei auch Eisspeedway-Rennen ausgetragen.

#### Schach
Der USV TU Dresden spielt in der Saison 2023/24 in der Schachbundesliga. Der Dresdner SC wurde viermal deutscher Mannschaftsmeister der Frauen. Die Schacholympiaden 1960 (Leipzig) sowie 2008 (Dresden) wurden in Sachsen ausgetragen.

#### Weitere regionale Wettbewerbe
- Wintersport

Hier gibt es das Olympiazentrum um Oberwiesenthal mit Bob- und Rennrodelbahnen sowie Sprungschanzen und Loipen. Häufig werden talentierte Sportler von renommierten Firmen gefördert.
- Drei-Talsperren-Marathon

Seit dem Jahr 1995 organisiert der Sportverein Eibenstock für die sächsischen Verwaltungen einen Marathonlauf, der im Rahmen der Sächsischen Behördenmeisterschaft ausgetragen wird. Die Läufer/Läuferinnen legen die übliche Marathonstrecke zurück, die auf den Staumauern der Talsperren Eibenstock, Carlsfeld und Sosa verläuft.

## Wirtschaft und Infrastruktur

### Überblick
Mit Ende des Zweiten Weltkrieges wurden seit 1946 im Auftrag der Sowjetischen Militäradministration in Deutschland viele Industriezweige zu Volkseigenen Betrieben (VEB) umstrukturiert, und bis zum Gesetz zur Privatisierung und Reorganisation des volkseigenen Vermögens (Treuhandgesetz) vom 17. Juni 1990 gab es eine eigene Wirtschaftsentwicklung Sachsens innerhalb der Deutschen Demokratischen Republik.
Nach der Deutschen Wiedervereinigung hat die sächsische Wirtschaft einen starken Strukturwandel erlebt. Viele der meist stark rückständigen Industriebetriebe wurden geschlossen. Braunkohletagebaue und -kraftwerke wurden stillgelegt oder durch neue ersetzt. Zahlreiche ehemalige Tagebaurestlöcher befinden sich in der Rekultivierung.
Heute steht Sachsen vor Thüringen auf einem Spitzenplatz der ostdeutschen Wirtschaft. Im Dezember 2018 waren etwa 118.000 Menschen in Sachsen arbeitslos, das entspricht einer Arbeitslosenquote von 5,6 %.
Sachsen hat mit Wachstumsraten einzelner Industriebereiche zwischen acht und zehn Prozent die höchsten in Deutschland und kann in Teilen bei wichtigen Wohlstandsindikatoren zu den westlichen Bundesländern bereits aufschließen. So liegt das verfügbare Einkommen der Altersgruppe von 20 bis 35 über dem Bundesdurchschnitt, jedoch wird das Gesamtergebnis von den niedrigen Einkommen der Gruppen ab 40 kompensiert. Insgesamt ist der Strukturwandel noch nicht abgeschlossen. Im Vergleich mit dem Bruttoinlandsprodukt der Europäischen Union (EU-27: 100) ausgedrückt in Kaufkraftstandards erreichte Sachsen 2004 einen Index von 85,9. Im Jahr 2010 wurde ein Index von 86 ermittelt, wobei nach Regierungsbezirken aufgeschlüsselt Dresden 87, Chemnitz 83 und Leipzig 91 erreichte. Zu beachten ist allerdings, dass bei diesen Zahlen die Pendlerströme z. B. nach Bayern unberücksichtigt sind.

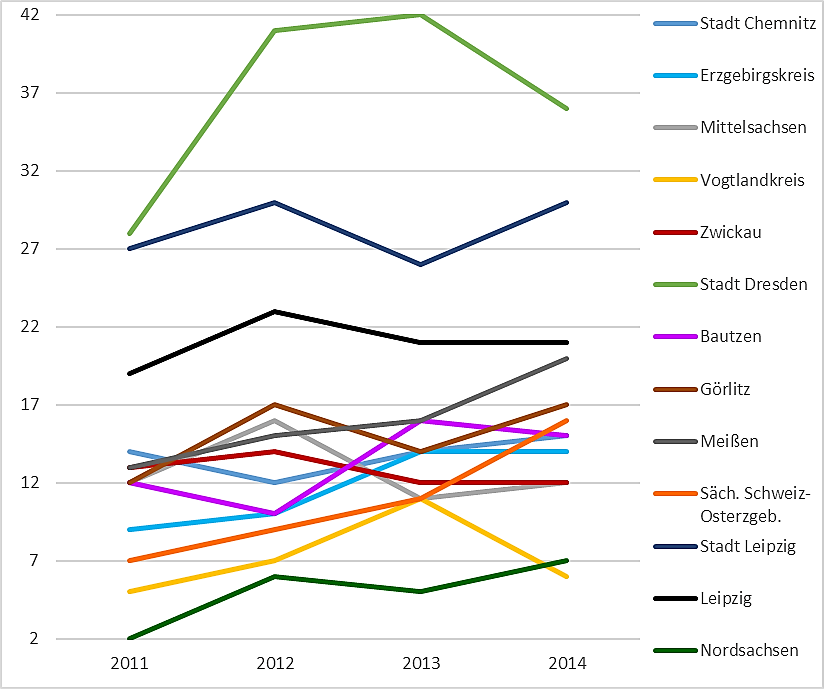
Verlauf der Anzahl der Steuerfälle mit einem Bruttoeinkommen von über einer Million Euro je Landkreis und kreisfreier Stadt. Dargestellt ist die Summe der nach Grundtarif und Splittingtarif veranlagten Fälle.

Im Jahr 2016 betrug die Wirtschaftsleistung in Sachsen, gemessen am Bruttoinlandsprodukt, rund 118,5 Milliarden Euro.
Der Schuldenstand des Freistaats Sachsen liegt bei 2656 Euro pro Einwohner, das ist neben Bayern bundesweit der niedrigste Wert.
Im Vergleich mit dem Bruttoinlandsprodukt der Europäischen Union, ausgedrückt in Kaufkraftstandards, erreichte Sachsen einen Indexwert von 94,0 (EU-28: 100,0 Deutschland: 126,0) im Jahr 2014. Damit liegt Sachsen leicht unter dem EU-Durchschnitt, jedoch deutlich unter dem Wert Deutschlands.
In Sachsen lebten im Jahr 2014 insgesamt 139 Einkommensmillionäre, davon 36 in der Stadt Dresden, 30 in der Stadt Leipzig und 21 im Landkreis Leipzig.
| Arbeitsort | sozialvers. Beschäftigte 30. Juni 2019 | Veränderung seit 30. Juni 2015 in Prozent 6 | Pendlersaldo 30. Juni 2019 6 | Arbeitsplatzdichte 5 6 |
| ---------- | -------------------------------------- | ------------------------------------------- | ---------------------------- | ---------------------- |
| Leipzig    | 272.873                                | +9,61                                       | +31.900                      | 767                    |
| Dresden    | 269.422                                | +9,16                                       | +40.346                      | 831                    |
| Chemnitz   | 117.159                                | +4,6                                        | +24.072                      | 894                    |
| Zwickau    | 52.278                                 | −0,9                                        | +16.288                      | 1.123                  |
| Bautzen    | 25.922                                 | −0,64                                       | +11.031                      | 1.297                  |
| Plauen     | 24.451                                 | −1,54                                       | −549                         | 725                    |
| Görlitz    | 22.752                                 | +4,78                                       | +4.234                       | 783                    |
| Freiberg   | 19.236                                 | −5,59                                       | +3.928                       | 869                    |
| Schkeuditz | 18.264                                 | +17,08                                      | +10.300                      | 1.811                  |
| Pirna      | 15.338                                 | +6,98                                       | +470                         | 802                    |

| Jahr                   | 2000 | 2001 | 2002 | 2003 | 2004 | 2005 | 2006 | 2007 | 2008 | 2009 | 2010 | 2011 | 2012 | 2013 | 2014 | 2015 | 2016 | 2017 | 2018 | 2019 | 2020 | 2021 | 2022 | 2023 | 2024 |
| ---------------------- | ---- | ---- | ---- | ---- | ---- | ---- | ---- | ---- | ---- | ---- | ---- | ---- | ---- | ---- | ---- | ---- | ---- | ---- | ---- | ---- | ---- | ---- | ---- | ---- | ---- |
| Arbeitslosenquote in % | 17,0 | 17,5 | 17,8 | 17,9 | 17,8 | 18,3 | 17,0 | 14,7 | 12,8 | 12,9 | 11,8 | 10,6 | 9,8  | 9,4  | 8,8  | 8,2  | 7,5  | 6,7  | 6,0  | 5,5  | 6,1  | 5,9  | 5,6  | 6,2  | 6,5  |

### Ballungsräume und Infrastruktur

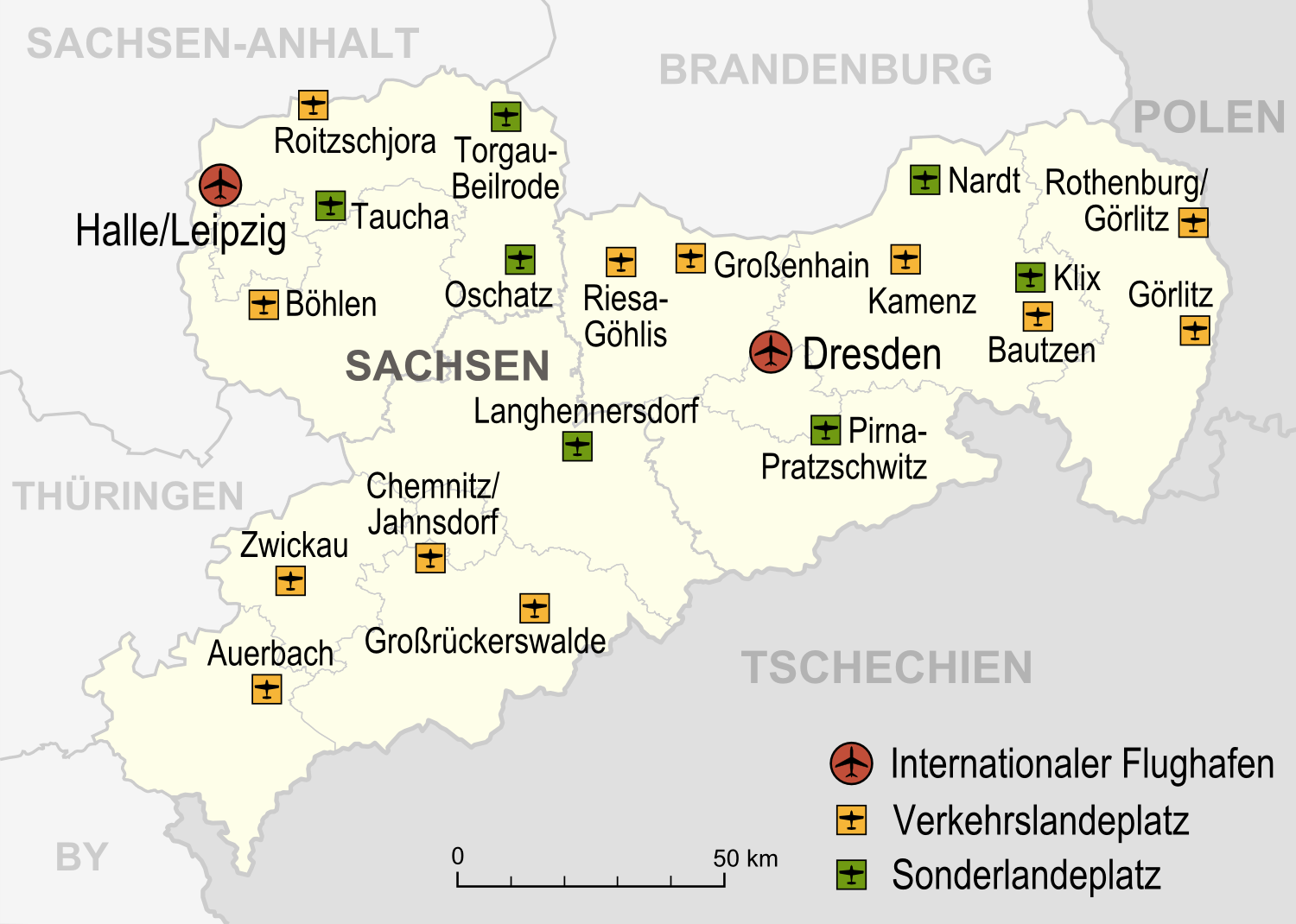
Karte der Flughäfen und Landeplätze in Sachsen

Das Ballungsgebiet Dresden ist gemessen am Bruttoinlandsprodukt der wirtschaftlich stärkste Raum Sachsens. Dresden spielt dabei durch die Ansiedlung von Globalfoundries und Infineon sowie vieler Zulieferbetriebe eine wichtige Rolle in der Mikrotechnologie. Daneben sind die Ballungsräume Leipzig-Halle und Chemnitz-Zwickau ebenfalls Antrieb der sächsischen Wirtschaft. Leipzig, Zwickau und Chemnitz gehören zur Metropolregion Mitteldeutschland.
Außerdem gibt es in der südlichen Lausitz, dem Vogtland und dem Erzgebirge auch verdichtete ländliche Räume, die dünnbesiedelten Gebieten in Nordsachsen gegenüberstehen.
Die Autobahn 4 durchzieht Sachsen auf einer West-Ost-Achse. Die wichtigsten Streckenabschnitte entstanden schon in den 1930er Jahren. Sie wurden nach 1990 auf einen modernen Stand gebracht. Zugleich erfolgte mit dem Ausbau von Bautzen bis zur Grenzstadt Görlitz ein Lückenschluss im europäischen Autobahnnetz. Wichtiges Autobahnbauprojekt ist die Verbindung der A 72 zwischen Chemnitz und Leipzig. Bereits fertiggestellt sind die A 17 zwischen Dresden und Prag sowie die A 38 als Südumfahrung Leipzigs.
Sachsen besaß in der ersten Hälfte des 20. Jahrhunderts das dichteste Eisenbahnnetz Europas. Zur Jahrhundertwende vom 19. zum 20. Jahrhundert war kaum ein Ort in Sachsen mehr als 15 km von einem Bahnhof oder Haltepunkt entfernt. Eine wichtige Rolle spielten dabei die Schmalspurbahnen im Tiefland um Mügeln, um Wilsdruff und im Erzgebirge. Noch heute sind in Sachsen sieben Schmalspurbahnen hauptsächlich für touristische Zwecke unterwegs. Eine große Zahl von Strecken wurde allerdings stillgelegt.
Gegenwärtig werden die Strecken Leipzig–Riesa–Dresden und Dresden–Berlin für den Schnellverkehr ausgebaut. Im Dezember 2015 wurde die Neubaustrecke Leipzig/Halle–Erfurt fertiggestellt. Der Bau des Leipziger City-Tunnels, welcher die Grundlage für das neue Mitteldeutsche S-Bahn-Netz ist, wurde Ende 2013 abgeschlossen. Ein weiteres S-Bahn-Netz besteht im Großraum Dresden.
Sachsen ist, trotz des dichten Eisenbahnnetzes, das Land mit den wenigsten Fernbahnhöfen der neuen Bundesländer (sechs Bahnhöfe im Vergleich zu sieben in Thüringen, acht in Brandenburg, neun in Sachsen-Anhalt und 13 in Mecklenburg-Vorpommern). Vier dieser Bahnhöfe liegen in oder bei Dresden und Leipzig. Der Ballungsraum Chemnitz-Zwickau gehört zu den Großstadtregionen mit den schlechtesten Bahnanbindungen in Deutschland. Der Leipziger Hauptbahnhof ist der flächenmäßig größte Kopfbahnhof Europas.
Dresden und Leipzig verfügen über internationale Flughäfen, daneben existieren eine Reihe von Verkehrslandeplätzen und Sonderflugplätzen (siehe Karte).
Im internationalen Verkehr sind die Verbindungen nach Tschechien von Bedeutung, während der Großteil des Verkehrs in Richtung Polen über Görlitz verläuft.

### Tourismus

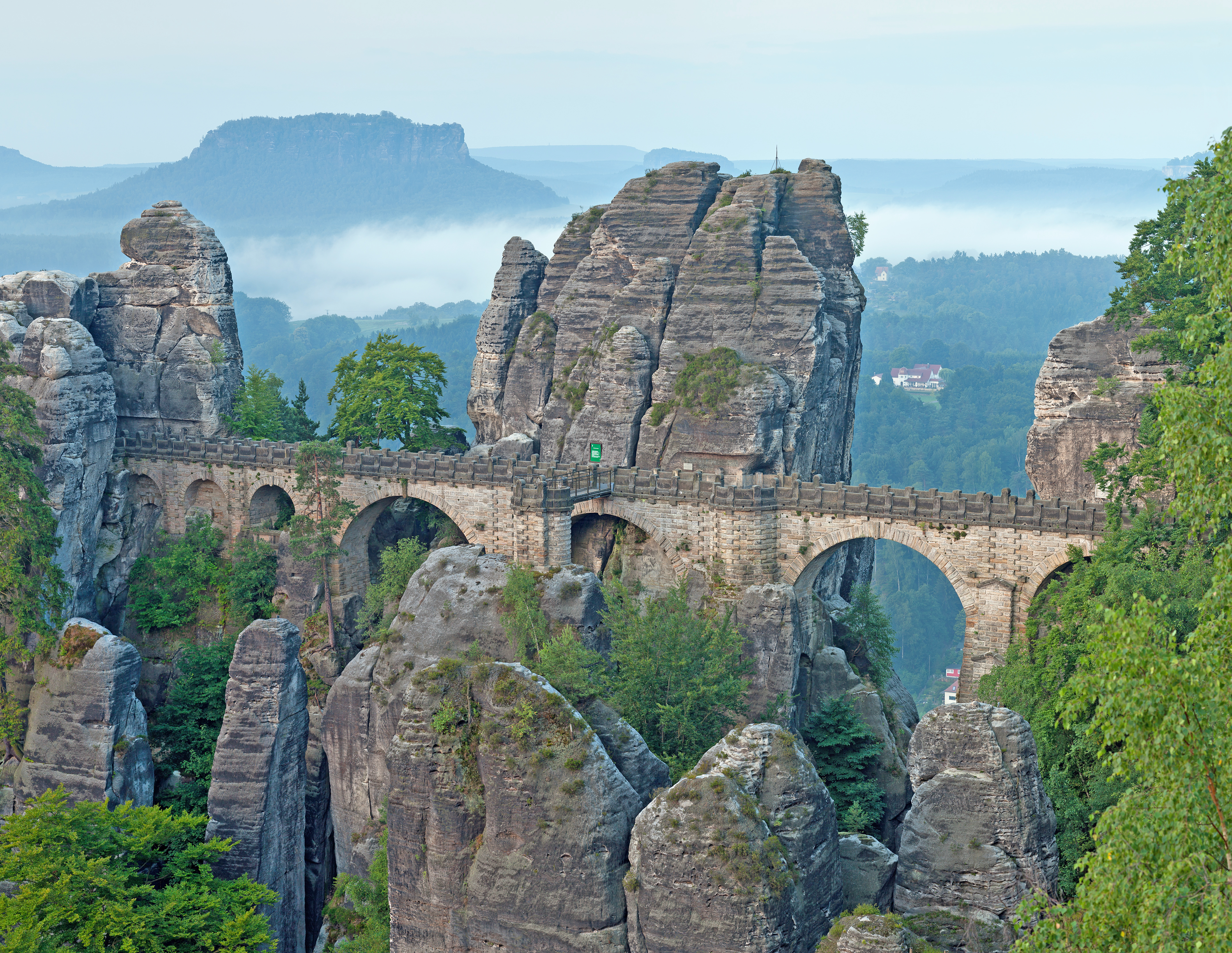
Die 1851 errichtete Basteibrücke, ein Wahrzeichen der Sächsischen Schweiz

Touristisch gesehen lässt sich der Freistaat in sechs Regionen einteilen: Erzgebirge im Süden, Burgen- und Heideland im Nordwesten, Elbland im Norden, Sächsische Schweiz im Südosten, Oberlausitz im Osten und das Vogtland im Südwesten.
Insbesondere das Erzgebirge, das Vogtland, die Sächsische Schweiz und das Zittauer Gebirge sind als sächsische Landschaften vom Tourismus geprägt. Hauptreiseziel in Sachsen ist Dresden mit rund 4,5 Millionen Übernachtungen (2018), weitere Ziele im Städtetourismus sind Leipzig, Bautzen, Görlitz und Chemnitz. Neben Erholungs- und Sportmöglichkeiten begründet sich die Tourismuswirtschaft insbesondere in der Architektur und den kulturellen Gegebenheiten vor allem in den Groß- aber auch Kleinstädten. Ebenso die kulinarischen (Sächsische Küche) und handwerklichen Produkte (Erzgebirgische Volkskunst) des Freistaates sind ein maßgebender Zweig der Tourismuswirtschaft.
Die Anzahl der Übernachtungen im Freistaat ist seit der Wiedervereinigung stetig steigend. So haben sich die Übernachtungs- und die Beherbergungsbetriebeanzahl im Zeitraum von 1992 bis 2012 fast verdreifacht. Während 1992 noch 6.749.402 Sachsenurlauber in 862 Beherbergungsbetrieben übernachteten, waren es 2012 schon 18.355.248 Gäste in 2 182 Beherbergungsbetrieben. Dabei lag die Anzahl der angebotenen Betten im Juni 2012 bei 120.929, mit einer durchschnittlichen Auslastung von 41,3 %.
Im Jahr 2012 waren 75,4 % der insgesamt 779.239 ausländischen Gäste Europäer, 10,8 % Asiaten, 10,7 % Amerikaner, 1,3 % Touristen aus Ozeanien und 0,5 % Afrikaner (für 1,4 % existieren keine Angaben).
Nicht zuletzt aufgrund vieler kultureller und historischer Sehenswürdigkeiten führte Sachsen Ende 2007 das Ranking der inländischen Kultururlaubsziele vor Bayern, Mecklenburg-Vorpommern und Nordrhein-Westfalen an. Der Städtetourismus ins Land wird häufig auch mit Einkäufen kombiniert, die großen Einkaufszentren können dabei als Zugpferde wirken.
Seit 1990 wurden mehrere touristische Radrouten in Sachsen konzipiert und auf bestehender oder neu gebauter Infrastruktur umgesetzt.

### Energie
Der Endenergieverbrauch im Land ist seit der Wende stark gesunken und erreichte im Jahr 1992 einen vorläufigen Tiefpunkt mit 320,7 Petajoule. Im Jahr 1990 betrug er noch 544,1 Petajoule. Seitdem ist der Verbrauch allerdings wieder etwas gestiegen, befindet sich seit 1996 jedoch auf einem recht konstanten Niveau bei 365,1 Petajoule im Jahr 2010. Die Energieproduktivität, also das Verhältnis von wirtschaftlicher Produktivität zur eingesetzten Energie, verändert sich in den letzten Jahren nur unwesentlich: Zwar ist der Wert wendebedingt schnell gestiegen und erreichte im Jahr 1999 seinen bisherigen Höhepunkt bei 230,96 % im Vergleich zum Basisjahr 1991. Seitdem ist die Energieproduktivität leicht gesunken und erneut gestiegen, bewegt sich aber in einem kleineren Rahmen und erreichte im Jahr 2010 217,22 %.
Bei der Stromerzeugung in Sachsen dominiert der Einsatz von Braunkohle bei faktischer Abwesenheit von Steinkohle: Mit fast 78,8 % hat die Braunkohle den mit Abstand größten Anteil an der Bruttostromerzeugung im Jahr 2010. Im bundesweiten Schnitt trägt dieser Energieträger nur zu 23,2 % bei, zusammen mit der Steinkohle beläuft sich der bundesweite Schnitt auf 41,8 %. Auf dem zweiten Rang befindet sich die Nutzung von Erdgas, die mit 9,1 % zur Bruttostromerzeugung beiträgt. Der bundesweite Schnitt liegt mit 13,8 % nur geringfügig höher. Unterdurchschnittlich ist die Nutzung von erneuerbaren Energien, die 2010 einen Anteil von 8,6 % besaßen – der bundesweite Durchschnittsanteil lag bei 16,4 %. Pumpspeicherwasser trägt mit 2,8 % bei, Mineralölprodukte mit 0,1 % und andere mit 0,5 %.
Die größten Energieverbraucher im Jahr 2010 sind die privaten Haushalte, die einen Anteil von 33,1 % am Endenergieverbrauch auf sich vereinen. Einen fast ebenso großen Anteil hat der Verkehrsbereich, der 30,6 % der Endenergie verbraucht. Etwas abgeschlagen ist die Industrie mit 21,9 %. Sie liegt jedoch vor Gewerbe, Handel, Dienstleistungen und übrigen Verbrauchern, die insgesamt 14,3 % der Endenergie benötigen.
Der Energiewirtschaft wird eine hohe wirtschaftliche Bedeutung zugeschrieben. Der gesamte Wirtschaftsbereich „Energie- und Wasserversorgung“ besaß 2008 einen Anteil von 3,7 % an der Bruttowertschöpfung im Land und war damit überdurchschnittlich hoch (bundesdeutscher Durchschnittswert: 2,7 %). Das Land liegt dabei in Deutschland an dritter Stelle hinter Brandenburg (5,1 %) und Nordrhein-Westfalen (4,0 %). In der Energiewirtschaft einschließlich des Braunkohlebergbaus arbeiteten im Jahr 2009 etwa 15.000 Arbeitnehmer. Dieser Bereich umfasst somit ca. fünf Prozent der Beschäftigten im gesamten produzierenden Gewerbe. Beim Ausstieg aus der Kohleverstromung in Deutschland ist die Abschaltung der sächsischen Kraftwerke für 2035 und 2038 vorgesehen.

### Gesundheitswesen

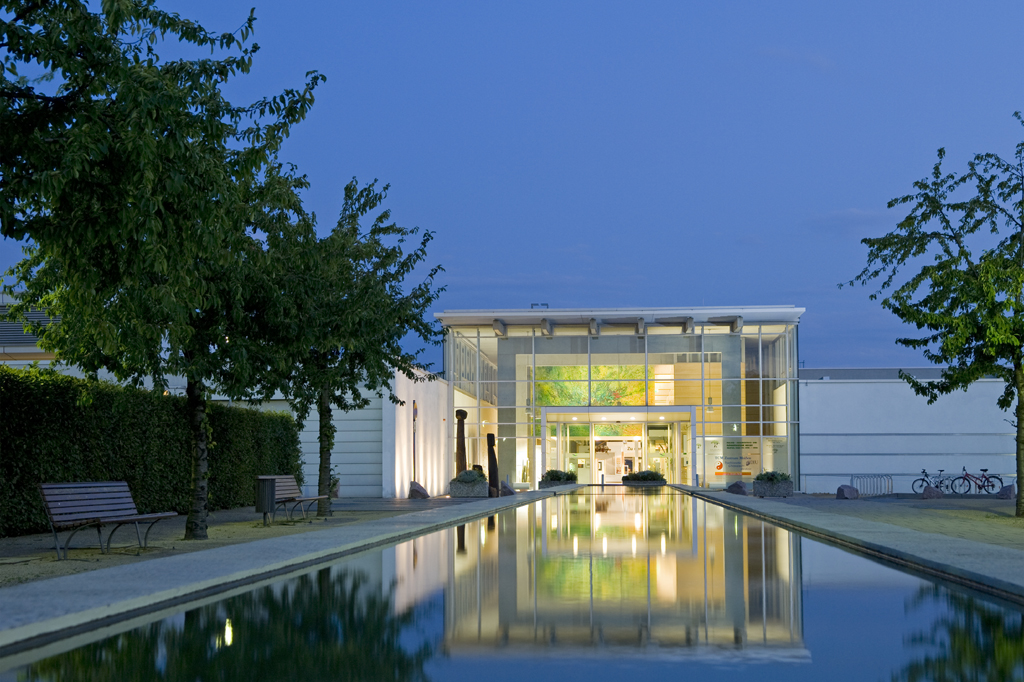
Elblandklinikum Meißen

In Sachsen gibt es 79 Krankenhäuser mit ca. 26.300 Krankenhausbetten. Mit etwa 45.000 Mitarbeitern sind die Krankenhäuser, vertreten durch die Krankenhausgesellschaft Sachsen, einer der bedeutendsten Arbeitgeber im Freistaat. Jährlich werden ca. 945.000 Patienten stationär behandelt.
Darunter sind das Klinikum Chemnitz, das Universitätsklinikum Carl Gustav Carus Dresden und das Universitätsklinikum Leipzig als Maximalversorger sowie neun Schwerpunktversorger, die kommunalen Häuser Klinikum Dresden, Klinikum Görlitz, Klinikum St. Georg Leipzig und Heinrich-Braun-Klinikum Zwickau, die teilprivatisierten in Freiberg und Hoyerswerda (beide Sana Kliniken) sowie die beiden Helios Kliniken in Aue und Plauen.
Die Elblandkliniken sind die größte kommunale Klinikgruppe in Sachsen mit Standorten in Riesa, Meißen, Radebeul und Großenhain. Die Klinikgruppe verfügt über 1000 Betten im somatischen und psychiatrischen Bereich. Beschäftigt sind dafür rund 2500 Mitarbeiter.
Das größte Krankenhaus in Sachsen ist mit 1765 Betten (Stand: 2017) das Klinikum Chemnitz; mit seinen drei Standorten ist es gleichzeitig das größte kommunale Haus seiner Art in Ostdeutschland. Außerdem ist es am Schneeberger Krankenhaus beteiligt.
In Rodewisch befindet sich das auf Psychiatrie und Neurologie spezialisierte Sächsische Krankenhaus Rodewisch. Zusätzlich ist in der Stadt ein weiteres Krankenhaus angesiedelt.
Die Gesundheitsausgaben in Sachsen stiegen 2009 um 3,7 %. Mit 3328 Euro lagen die Gesundheitsausgaben je Einwohner 2009 nur noch 2 % unter dem Bundesdurchschnitt, 2006 waren es noch 8 %.
Das Gesundheitsziel Sachsens ist mit dem Ziel „Aktives Altern – Altern in Gesundheit, Autonomie und Mitverantwortlichkeit“ Vorreiter in Deutschland.
In Sachsen studierten und arbeiteten viele bekannte Mediziner wie Heinrich Braun (Braunsche Schiene), Carl Gustav Carus, Paul Ehrlich (Nobelpreis 1908), Paul Flechsig, Hermann Hartmann (Gründer des Hartmannbundes), Johann Christian August Heinroth (Inhaber der weltweit ersten Psychiatrieprofessur), Wilhelm His, Bernard Katz (Nobelpreis 1970), Carl Ludwig, Moritz Schreber („Schrebergärten“), Carl Thiersch und Friedrich Trendelenburg.

### Hochschulen und Forschungseinrichtungen
Der Freistaat Sachsen hat vier traditionsreiche und leistungsstarke Universitäten, darunter Dresden als eine der elf deutschen Exzellenzuniversitäten und die einzige Ostdeutschlands. Die Standorte Dresden, Leipzig, Chemnitz und Freiberg zeichnet ein breites Fächerangebot von Ingenieur-, Natur-, Geistes-, Sozial-, Wirtschafts- und Rechtswissenschaften aus:
- TU Dresden
- Universität Leipzig
- TU Chemnitz
- TU Bergakademie Freiberg

Für ein praxisnahes Studium eignen sich die fünf Hochschulen für angewandte Wissenschaften in Sachsen:
- HTWK Leipzig
- HTW Dresden
- Hochschule Mittweida
- Westsächsische Hochschule Zwickau
- Hochschule Zittau/Görlitz

Zudem gibt es noch die Duale Hochschule Sachsen.
Insbesondere in Dresden und Leipzig haben sich Forschungseinrichtungen der großen deutschen Forschungsinstitute angesiedelt. So gibt es heute acht Institute der Wissenschaftsgemeinschaft Gottfried Wilhelm Leibniz, sechs Institute der Max-Planck-Gesellschaft, 18 Einrichtungen der Fraunhofer-Gesellschaft und sieben Forschungseinrichtungen der Helmholtz-Gemeinschaft Deutscher Forschungszentren.

## Medien
Der Freistaat Sachsen besitzt eine lebendige Medienlandschaft aus Printmedien, landesweiten und lokalen Hörfunk- und Fernsehprogrammen.

### Zeitungen
In Sachsen erscheinen mehrere Tageszeitungen mit ihren regionalen Ausgaben. Zu den auflagenstärksten und meistverkauften zählen die Sächsische Zeitung und Dresdner Neueste Nachrichten im Gebiet der Stadt sowie dem ehemaligen Direktionsbezirk Dresden, die Leipziger Volkszeitung in der Region Leipzig und die Freie Presse im Raum Chemnitz. Hinzu kommen die Lausitzer Rundschau und die Serbske Nowiny, die einzige Tageszeitung in obersorbischer Sprache für den ostsächsischen Raum. Als tägliche Boulevardzeitungen erscheinen die Bild-Zeitung und die Morgenpost mit ihren jeweiligen Regionalausgaben. Darüber hinaus werden wöchentlich mehrere kostenlose Anzeigenblätter, wie zum Beispiel der WochenSpiegel oder der BLICK veröffentlicht.

### Hörfunk
Im Sendegebiet erfolgt die Ausstrahlung über UKW und zunehmend über DAB+.
Öffentlich-rechtliche Hörfunkveranstalter
- MDR Aktuell
- MDR Jump
- MDR Klassik
- MDR Kultur
- MDR Sachsen (inkl. Sorbischer Rundfunk)
- MDR Sputnik

Freie Radios
- Radio Blau
- coloRadio
- Radio T
- mephisto 97.6

Private Hörfunkveranstalter
- Apollo radio
- Hitradio RTL Sachsen
- R.SA
- Radio PSR
- Energy Sachsen
- Lausitzwelle
- Radio Chemnitz
- Radio Zwickau
- Radio Erzgebirge
- Radio Leipzig
- Radio Lausitz
- Radio Dresden
- Vogtland Radio
- SecondRadio

### Fernsehen
Öffentlich-rechtliche Fernsehsender
- MDR Fernsehen

Private Fernsehsender
- Sachsen Fernsehen
- Dresden Fernsehen
- Leipzig Fernsehen
- TV Zwickau
- Vogtland Regional Fernsehen
- Lausitzwelle Fernsehen
- erzTV
- Mittel-Erzgebirgs-Fernsehen[129]

## Film
- Staatsarchiv Leipzig (Hrsg.): Land, Leute und Maschinen. Sachsen im Film 1912–1940. DVD, Bearbeitet von Stefan Gööck, Musik von Hubertus Schmidt, Veröffentlichungen des Sächsischen Staatsarchivs. Reihe D: Digitale Veröffentlichungen. Band 2. Mitteldeutscher Verlag, Halle (Saale) 2008, ISBN 978-3-89812-528-4.
- August der Starke und die Liebe, 6. Teil von Die Deutschen II. (Autoren: Jan Peter und Yury Winterberg, Leitung: Guido Knopp und Peter Arens). ZDF Enterprises GmbH, Gruppe 5 Filmproduktion GmbH, Köln 2010, ISBN 978-3-8312-9952-2.